# Ferrovia Terni-Sulmona
La ferrovia Terni-Sulmona è una linea ferroviaria italiana che collega il reatino e l'aquilano alla rete ferroviaria nazionale. La linea mette in comunicazione le due trasversali Roma-Ancona e Roma-Sulmona-Pescara e, insieme alla Sulmona-Isernia, costituisce una dorsale nord-sud dell'Appennino centrale.
Concepita come linea di collegamento dell'Abruzzo interno con Roma e con la costa Adriatica, fu progettata e appaltata con il percorso Pescara-L'Aquila-Rieti-Roma. Solo a lavori iniziati, a causa di ingerenze politiche, una variante in corso d'opera modificò il suo percorso in Terni-Sulmona, riducendo notevolmente la sua importanza (che sin da allora è sempre stata marginale). Il suo percorso finale non fu dettato da uno studio sistematico, quanto piuttosto dal compromesso tra la fazione sulmonese e la fazione reatino-aquilana nonché tra interesse pubblico e interesse affaristico dell'originaria società concessionaria; risulta così costituito da un tronco del progetto iniziale Pescara-L'Aquila-Roma unito a un tronco dell'incompiuta Terni-Avezzano-Ceprano.
Il suo percorso si snoda tra Umbria, Lazio e Abruzzo, all'interno di varie vallate dell'Appennino abruzzese: ha inizio nella stazione di Terni, risale la cascata delle Marmore, dopodiché segue la valle del Velino, toccando Rieti e Antrodoco; da qui si inerpica con forte pendenza sul valico di Sella di Corno, dove raggiunge quasi i 1000 metri, e ne ridiscende raggiungendo L'Aquila; infine segue la valle dell'Aterno fino a terminare nella stazione di Sulmona.
Gestita da Rete Ferroviaria Italiana, che la qualifica come "linea complementare a scarso traffico", è interamente a binario unico e non elettrificata.

## Storia
| Tratta                  | Apertura al traffico |
| ----------------------- | -------------------- |
| Pescara–Popoli          | 1º marzo 1873        |
| Popoli–Sulmona          | 1º novembre 1873     |
| Sulmona–Molina          | 1º febbraio 1875     |
| Molina–L'Aquila         | 10 maggio 1875       |
| L'Aquila–Rocca di Corno | 22 giugno 1882       |
| Rocca di Corno–Terni    | 30 ottobre 1883      |

### La nascita come Roma-L'Aquila-Pescara
A metà dell'Ottocento l'Abruzzo era ancora sprovvisto di una propria rete ferroviaria, ed erano allo studio varie ipotesi per collegare l'interno della regione al mare Adriatico ma soprattutto a Roma, destinata a diventare la nuova capitale, e a Napoli che era stata la sua capitale fino all'unità d'Italia.

Il progetto iniziale, che prevedeva una linea Pescara-L'Aquila-Rieti-Passo Corese-Roma. Sono tratteggiate le due ipotesi di valico: Pellescritta, meno acclive, e Sella di Corno, più diretta.

Nel 1862 il comune di Rieti si inserì nel dibattito proponendo una linea ferroviaria che sarebbe partita da Castellammare Adriatico (odierna Pescara), sarebbe giunta all'Aquila seguendo la valle dell'Aterno e, dopo aver valicato l'Appennino tra Pellescritta e Posta, sarebbe giunta a Rieti. Da qui, seguendo le valli del Turano e del Farfa, si sarebbe ricollegata con la linea per Roma già in costruzione, presso Passo Corese. Allo scopo di servire anche altri territori circostanti, fu ideato un prolungamento che da Posta avrebbe raggiunto Ascoli e Teramo.
Nel gennaio del 1864 gli amministratori di Rieti illustrarono il progetto ai sindaci di Ascoli, Teramo e L'Aquila, che lo accolsero con interesse. Il 24 gennaio il municipio reatino stanziò quattromila lire per far redigere il progetto nel tratto Rieti-Passo Corese, affidato all'ingegnere Gioacchino Losi del ministero dei lavori pubblici, mentre a febbraio il comune dell'Aquila si accollò le spese per la redazione del progetto nel tratto Popoli-Rieti, affidato all'ingegner Guglielmi.
Vista l'imminente discussione di una legge ferroviaria da parte del parlamento, il comune di Rieti inviò a Torino una commissione incaricata di trovare l'appoggio necessario per l'inserimento della linea nel programma del governo, incontrandosi con i deputati Pica e Camerini.

### La concessione del 1865 e lo stallo
La spedizione reatina ebbe successo: infatti la linea venne inclusa nella legge 2279 del 14 maggio 1865, che affidava la sua costruzione in concessione alla società per le Strade Ferrate Meridionali (SFM).
Nella legge, tuttavia, si parlava soltanto di una linea da Pescara a Rieti: non era stato inserito il tronco successivo, da Rieti a Passo Corese, e non c'era nessun'altra indicazione su come la linea avrebbe dovuto proseguire dopo Rieti. Il motivo era che, accanto al tracciato Rieti-Passo Corese previsto inizialmente, si stava facendo strada una proposta alternativa che prevedeva di seguire il percorso Rieti-Terni, e conseguentemente di cambiare del tutto la funzione affidata alla linea: non più collegamento tra l'Abruzzo e Roma, ma collegamento tra l'Abruzzo e le regioni del centro-nord, come Umbria e Toscana. I legislatori, pertanto, lasciarono aperte entrambe la possibilità, evitando di specificare la prosecuzione.
A spingere per il passaggio a Terni erano ovviamente gli amministratori umbri, per una questione "di campanile", ma soprattutto il potente barone peligno Giuseppe Andrea Angeloni, grande proprietario terriero e commerciante di grano, che cercava di imporre questo tracciato per un duplice scopo: la possibilità di smerciare le proprie merci anche al nord e per far sì che la natia Sulmona fosse attraversata da una dorsale nord-sud alternativa a quella tirrenica e adriatica (dorsale che, su spinta dello stesso Angeloni, si realizzò qualche anno più tardi con la realizzazione della Sulmona-Isernia).

Una delle ragioni che favorivano il tratto Rieti-Terni rispetto a quello Rieti-Passo Corese: la possibilità di utilizzarlo come parte di una direttrice Firenze-Napoli che fosse più breve e non attraversasse il confine pontificio (in)

Di altro parere erano gli amministratori reatini, i quali sostenevano che proseguire verso Terni avrebbe fatto perdere alla linea il suo scopo, e inoltre avrebbe avuto costi più alti e pendenze molto maggiori (dovendo superare il dirupo delle Marmore); ma d'altra parte non potevano dirsi del tutto contrari, perché essi stessi erano stati promotori di una ferrovia Rieti-Terni, anche se all'interno di un progetto diverso (quello della ferrovia Terni-Rieti-Ceprano, che i reatini stavano cercando di ottenere in contemporanea alla Pescara-Rieti-Roma).
C'erano inoltre ragioni geopolitiche che favorivano l'innesto a Terni: infatti all'epoca Roma apparteneva ancora allo Stato della Chiesa, e la linea Terni-Rieti-Ceprano (di cui la Rieti-Terni faceva parte, insieme alle Rieti-Avezzano e Avezzano-Ceprano di cui all'epoca appariva probabile la costruzione), avrebbe costituito una direttrice nord-sud alternativa a quella passante per Roma, che avrebbe potuto assicurare i collegamenti tra Firenze (capitale del Regno) e Napoli (città più popolosa) anche nel caso in cui un improvviso precipitare dei rapporti diplomatici con il Vaticano avesse reso impraticabile la linea passante per Roma.
Poco dopo l'emanazione della legge, la società costruttrice inviò i propri tecnici ad effettuare sopralluoghi e rilievi, e ad informarsi sulla reperibilità di materiali da costruzione; venne inoltre picchettato il sedime dove sarebbe passata la ferrovia. La sua costruzione sembrava ormai cosa certa, al punto che il comune di Rieti si mise allo studio del luogo più adatto dove collocare la stazione.
L'entusiasmo però sparì rapidamente, perché i lavori tardavano a cominciare, e ben presto divenne chiaro che la SFM non avrebbe adempiuto ai suoi doveri: infatti, nonostante la legge del 1865 obbligasse la società a realizzare la ferrovia entro tre anni, nel 1868 i cantieri non erano neanche stati avviati.
Lo stallo si risolse nel peggiore dei modi: in quello stesso anno, la ferrovia venne consensualmente accantonata. Infatti, una nuova convenzione stipulata il 14 ottobre 1868 tra governo e SFM liberava la società dall'obbligo di costruire la linea, come anche dal pagamento di ogni genere di penale derivante dal mancato rispetto dei termini contrattuali. Di fatto, la costruzione della linea veniva rimandata a tempo indeterminato.

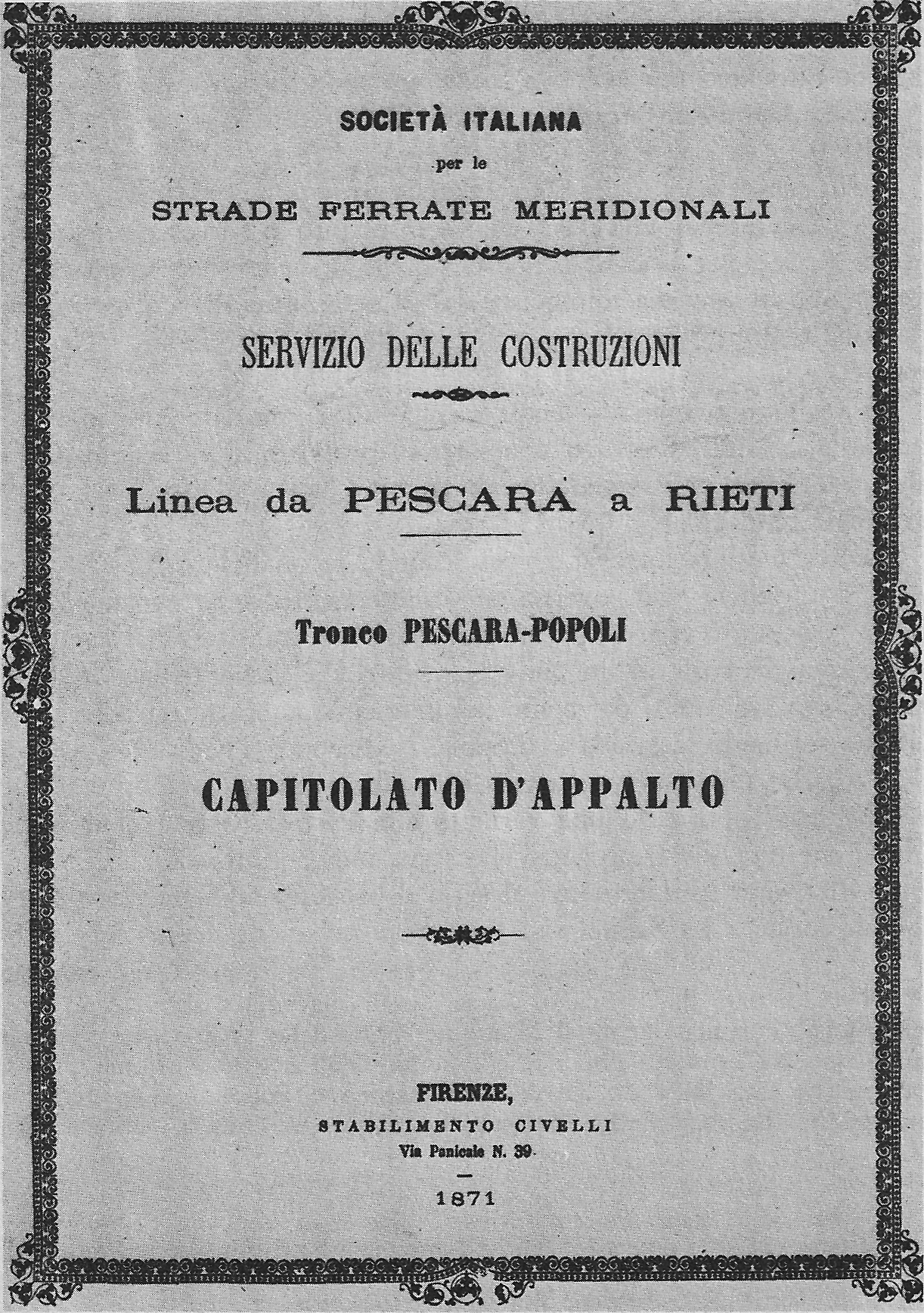
Il capitolato d'appalto della linea Pescara-Rieti (1871)

Il motivo di questa decisione non è ben chiaro: secondo Roberto Lorenzetti, la responsabilità va ricercata nel governo, che sarebbe tornato sui suoi passi per carenza di fondi; al contrario secondo Adriano Cioci la responsabilità va attribuita alla società concessionaria, che avrebbe ritenuto la linea troppo poco redditizia.

### La concessione del 1870 e l'avvio dei primi lavori
La cancellazione della linea suscitò forti proteste da parte degli amministratori aquilani e reatini, che videro vanificati tutti gli sforzi profusi fino a quel momento. Le reazioni furono tali da far tornare sui propri passi tanto la SFM (che presentò ricorso contro il governo per essere riammessa alla costruzione della Pescara-Rieti) quanto lo stesso esecutivo, che infine fu costretto a reinserire la linea nella legge ferroviaria del 28 agosto 1870; la legge stabilì la costruzione del tratto Pescara-L'Aquila entro il gennaio 1874 e del tratto L'Aquila-Rieti entro il settembre 1875.
Questa volta non si trattò di una falsa partenza, e la costruzione della ferrovia venne effettivamente avviata: i lavori iniziarono nel luglio del 1871, nel febbraio del 1873 venne inaugurato il tratto Pescara-Popoli e nel novembre 1873 il tratto Popoli-Sulmona.

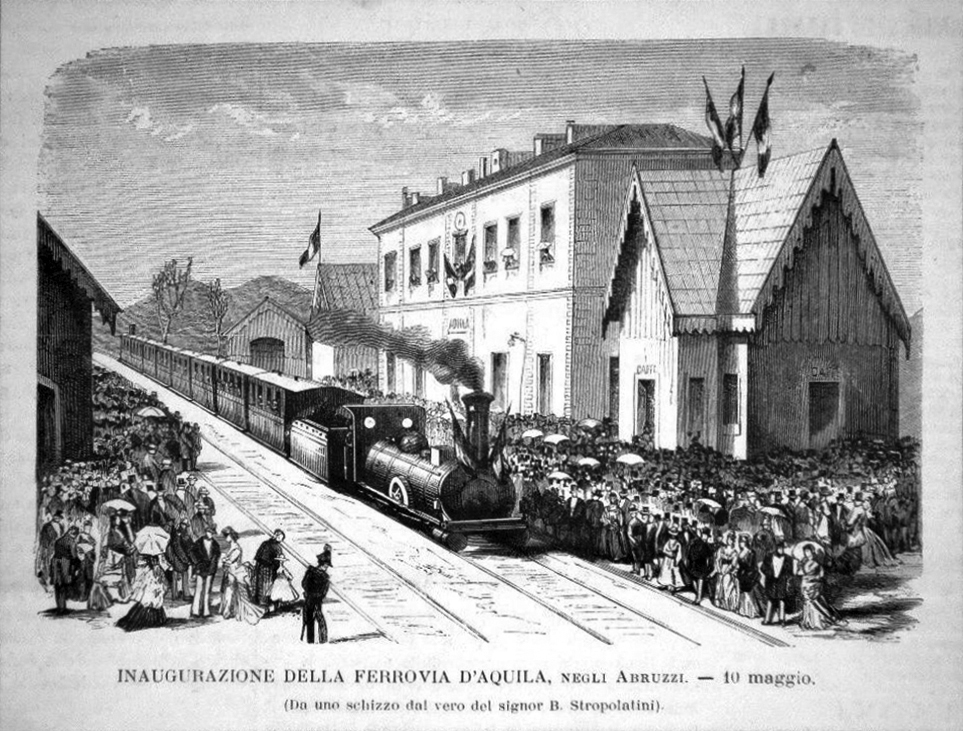
L'inaugurazione della stazione dell'Aquila nel 1875

Nel tratto successivo i lavori furono rallentati dal difficile attraversamento delle gole di San Venanzio nonché dalle dispute tra i vari comuni che si contendevano il passaggio della ferrovia; il tratto Sulmona-Molina fu inaugurato nel febbraio 1875 e il tratto Molina-L'Aquila il 10 maggio 1875, con una grande manifestazione di festeggiamento.

### Il nuovo stallo e l'affacciarsi della Sulmona-Roma
I problemi, tuttavia, non erano ancora finiti: infatti, mentre nel tratto Pescara-L'Aquila i lavori erano stati regolarmente avviati (e furono completati con ritardo solo lieve), nel successivo tronco L'Aquila-Rieti non venne aperto nessun cantiere. Questa circostanza non era dovuta a semplici ritardi, ma a una precisa scelta della SFM, che aveva deciso di non costruire quella porzione di linea, venendo meno per la seconda volta agli impegni presi.
Tale scelta era stata causata da una serie di eventi che, nel giro di pochissimi mesi, avevano completamente ribaltato la situazione, modificando radicalmente l'orientamento della SFM e del governo rispetto a quanto stabilito nella legge dell'agosto 1870. Questo ripensamento determinò un nuovo, lungo stallo nella realizzazione dell'opera.

Lo stato della linea durante gli anni '70: il tratto Pescara-Sulmona-L'Aquila (in ') viene completato e messo in esercizio, mentre la realizzazione del successivo tratto L'Aquila-Rieti-Passo Corese è messa in dubbio dall'ipotesi alternativa della Roma-Sulmona (in ').

A cambiare le carte in tavola era stato innanzitutto il potente barone peligno Giuseppe Andrea Angeloni, senatore nonché grande proprietario terriero e commerciante di grano, che a partire dal 1870 aveva iniziato a perorare una proposta ferroviaria alternativa. La proposta di Angeloni (che ricalcava un progetto studiato da SFM e governo già nel decennio precedente, su spinta dei Torlonia) prevedeva di abbandonare in toto il progetto della linea L'Aquila-Rieti-Passo Corese, e di collegare l'Abruzzo a Roma con un'altra ferrovia, che avrebbe unito Roma a Sulmona passando per Tivoli e Avezzano, bypassando quindi sia Rieti che L'Aquila. Angeloni sosteneva che, destinando alla sua proposta i fondi già previsti per le ferrovie Rieti-L'Aquila, Termoli-Campobasso e Campobasso-Benevento, si sarebbe spesa la stessa cifra realizzando però 45 km di rete ferroviaria in più.
La linea Roma-Sulmona proposta da Angeloni suscitò da subito l'interesse del governo, tanto che già nel settembre del 1870 il ministro Giuseppe Gadda incaricò l'ingegnere Coriolano Monti di redigerne il progetto.
A cambiare radicalmente la situazione contribuì anche la geopolitica: infatti la presa di Roma (settembre 1870) impose l'urgenza di collegare tutte le regioni d'Italia alla nuova capitale, e spinse la SFM ad accelerare i progetti per il collegamento Roma-Abruzzo, all'epoca ancora in alto mare. In un primo momento, la società pensò di seguire il progetto originario, cioè costruire la ferrovia Pescara-L'Aquila-Rieti (per la quale aveva già ottenuto la concessione) con la prosecuzione per Passo Corese, ma questa ipotesi si rivelò ben presto impercorribile a causa della frammentazione in cui si trovava la rete ferroviaria nazionale. Infatti la ferrovia Roma-Orte era gestita da un'altra compagnia (la società per le Strade Ferrate Romane), che negò alla SFM l'autorizzazione ad innestare la linea alla stazione di Passo Corese; del resto la legge del 1870 era vaga (dato che parlava di linea Pescara-Rieti senza precisare quale dovesse essere la sua prosecuzione), e non obbligava la Strade Ferrate Romane ad accettare l'innesto.
La SFM, pertanto, decise di cambiare radicalmente strategia: non potendo collegare Roma all'Abruzzo per mezzo della Rieti-Passo Corese, decise di ripiegare sulla principale alternativa possibile, cioè la ferrovia Roma-Sulmona proposta dall'Angeloni. La società, quindi, aveva iniziato a fare pressioni sul governo perché gli assegnasse la concessione necessaria per costruire la Roma-Sulmona, mentre aveva perso ogni interesse nella costruzione della Rieti-L'Aquila: tale linea, privata del ruolo di collegamento verso Roma, perdeva qualsiasi importanza strategica, mantenendo solo un interesse prettamente locale, e l'alto costo di valicare l'Appennino non poteva più dirsi giustificato. Proprio per questo, nonostante la legge del 1870 obbligasse la società a costruire la Rieti-L'Aquila, i relativi cantieri non erano mai stati avviati; anzi la SFM iniziò a far pressioni per essere liberata da tale obbligo. Il governo tuttavia esitava ad assecondare la SFM, perché non era in fin dei conti contrario a costruire la L'Aquila-Rieti, e si trovava in evidente imbarazzo nell'accantonare una linea votata dal parlamento per ben due volte.
Quando quanto accaduto divenne di dominio pubblico, gli amministratori reatini protestarono rivolgendosi sia al governo (a cui chiesero di rispettare la volontà del parlamento), sia alla SFM (a cui chiesero di rivedere la propria posizione); quest'ultima tuttavia si dimostrò irremovibile: il direttore tecnico dichiarò che «la società si troverebbe troppo lesa nei suoi interessi se la si volesse costringere a spendere per una ferrovia di interesse molto secondario quale è quella da Aquila a Rieti». La vicenda inoltre diede origine a un'aspra polemica tra le amministrazioni comunali di Rieti e dell'Aquila: i reatini attribuirono la responsabilità del ripensamento agli aquilani, credendo che fossero stati loro a commissionare il progetto di Coriolano Monti per tagliare fuori Rieti; il municipio dell'Aquila in realtà non c'entrava nulla e dimostrò la propria buona fede appellandosi al governo perché il tratto Rieti-L'Aquila fosse costruito.
Strattonato da una parte da SFM e sulmonesi (che ne chiedevano l'accantonamento) e dall'altra da reatini e aquilani (che ne chiedevano la costruzione), il governo stentava a prendere una decisione sul destino della linea L'Aquila-Rieti; nel frattempo il ministro Giuseppe Devincenzi prendeva tempo, minimizzando l'accaduto e attribuendo il mancato avvio dei cantieri a ritardi nella redazione dei progetti esecutivi. Nel 1873 il ministero dei lavori pubblici non aveva ancora preso una decisione sul caso.

### Il ridimensionamento a Terni-Sulmona e la concessione del 1879

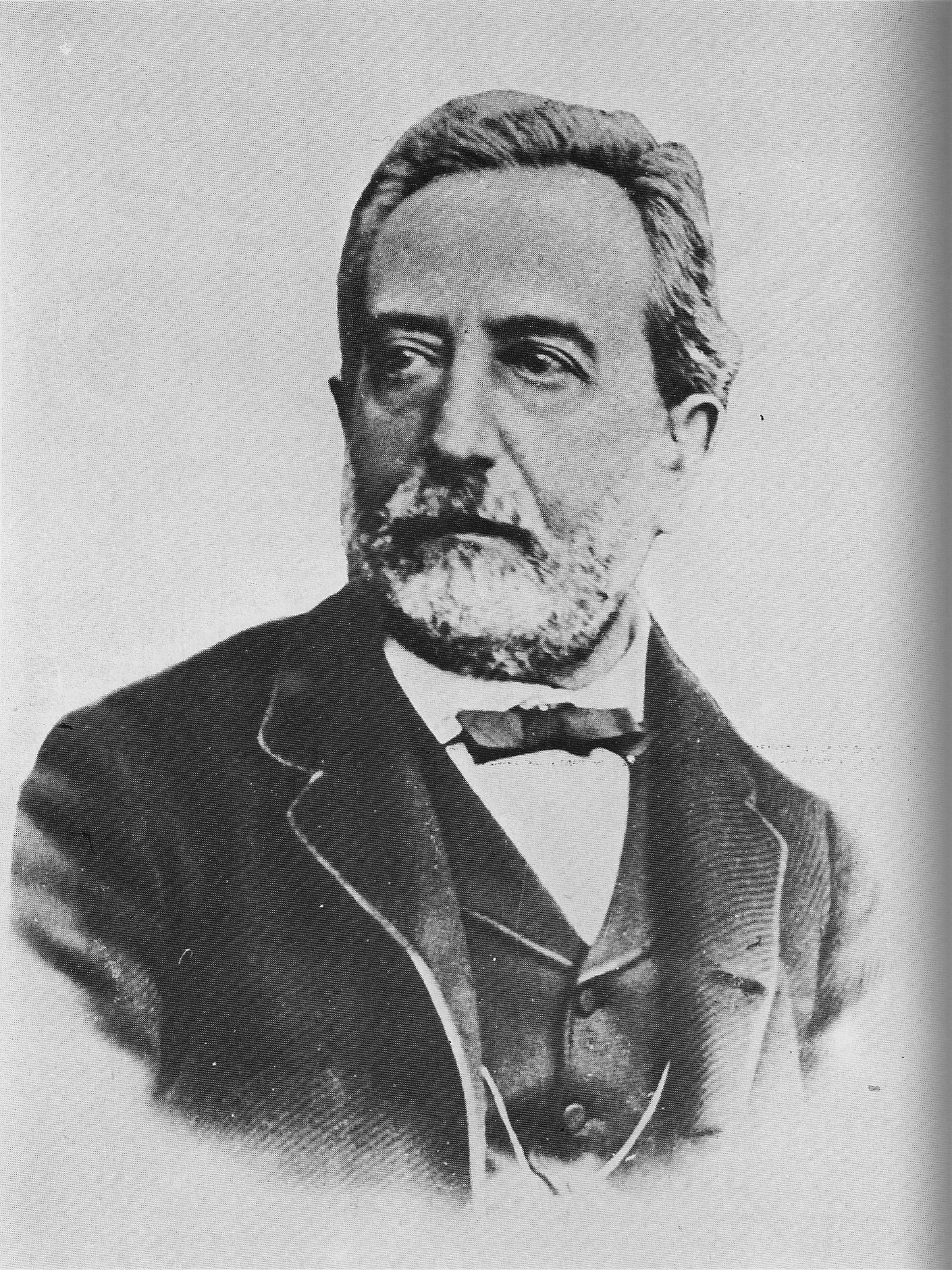
Il deputato Luigi Solidati Tiburzi

Nella risoluzione dello stallo fu decisiva l'azione del deputato Luigi Solidati Tiburzi, che nel gennaio 1873 portò il tema all'attenzione della camera dei deputati. Nella seduta parlamentare, il Solidati trovò un autorevole alleato nel capo dell'opposizione Agostino Depretis, che dichiarò il proprio appoggio sia alla costruzione della L'Aquila-Rieti che alla sua prosecuzione dopo Rieti; tuttavia la prosecuzione sostenuta dallo statista era quella verso Terni, e non quella verso Passo Corese che avrebbero voluto reatini e aquilani.
Questa scelta non fu dettata da reali necessità trasportistiche, ma da una mera questione di strategia parlamentare: infatti con l'innesto a Terni (città sede di importanti industrie belliche) la costruzione della linea si sarebbe potuta giustificare con la sua importanza per la nazione in caso di guerra, una motivazione che difficilmente avrebbe attirato opposizioni in sede di votazione parlamentare; invece con l'innesto a Passo Corese l'approvazione della linea sarebbe stata più difficile, perché essa non si sarebbe distinta dalle tante linee in attesa di approvazione, invocate dai rispettivi territori per favorire il proprio sviluppo economico.

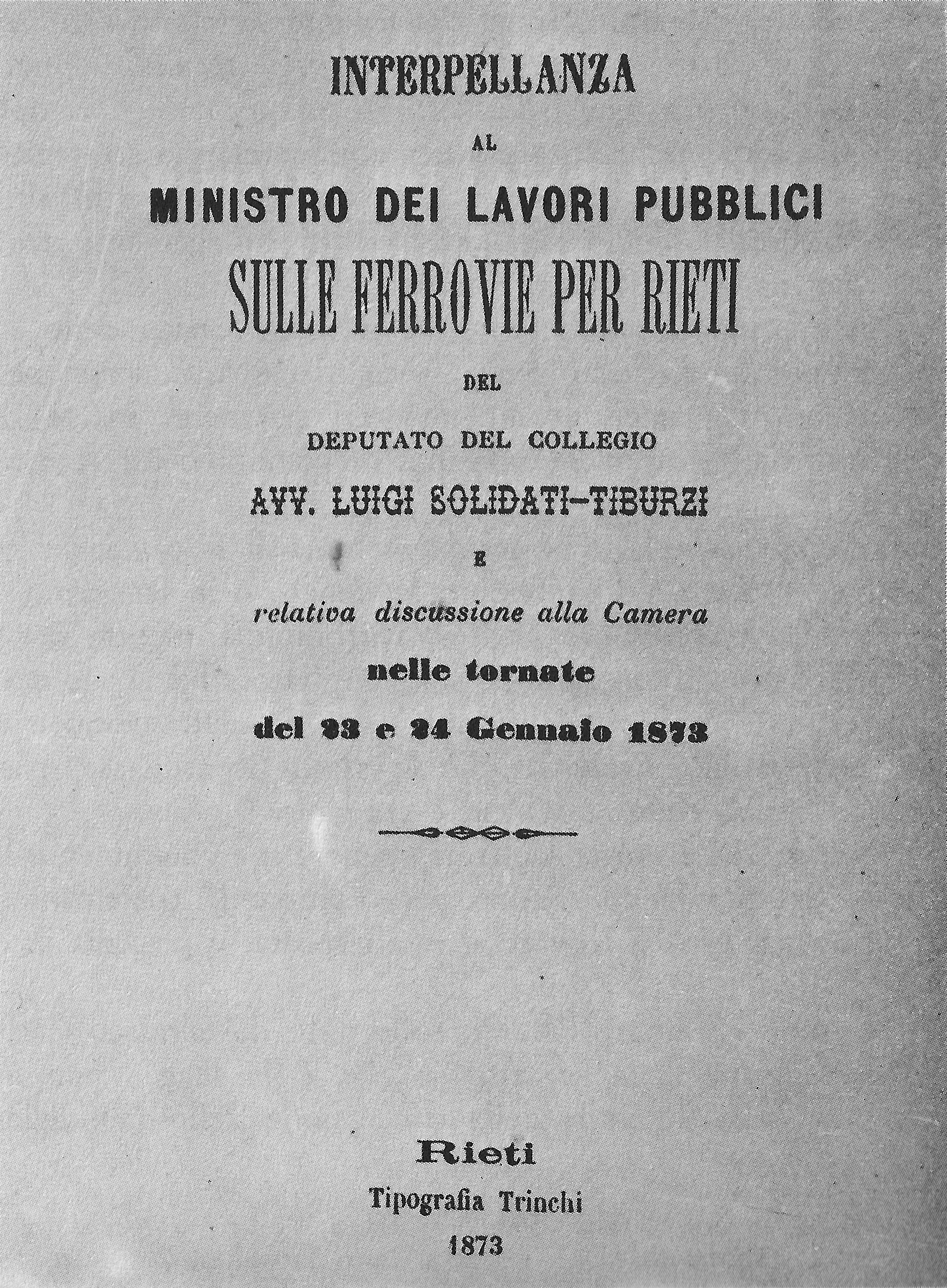
L'interrogazione del Tiburzi

Il risultato era importante ma tutt'altro che definitivo: l'accordo con Depretis era sancito solo a parole, e da parte del governo pervennero solo generiche assicurazioni; c'era addirittura chi suggeriva al comune di Rieti di rinunciare, e di costruirsi la ferrovia a proprie spese con caratteristiche ridotte.
Pertanto, per raggiungere l'obiettivo, gli amministratori reatini iniziarono ad adottare una nuova strategia: invece di limitarsi a reclamare quanto sancito dalle leggi del 1865 e 1870 (di fatto superate dai tempi), iniziarono a mettere in campo una serie di azioni "diplomatiche", tese a portare dalla propria parte i personaggi che avrebbero potuto osteggiare la realizzazione della linea, e a smentire le motivazioni che potevano spingere a non costruirla.
Fu così che, nel marzo del 1875, il sindaco di Rieti Lodovico Petrini incaricò ufficialmente Coriolano Monti di redigere un progetto per la linea Rieti-Terni, con il duplice scopo di accaparrarsi il sostegno del progettista (che era stato autore del progetto della linea "avversaria", la Roma-Sulmona) e di trovare una soluzione tecnica accettabile al superamento del dirupo delle Marmore (con il quale diversi ingegneri si erano già misurati senza successo). Il progetto venne completato nel 1877 e nello stesso anno approvato dal ministero dei lavori pubblici.
Altrettanto fu fatto per il tronco Rieti-L'Aquila, con il municipio sabino che ne affidò la progettazione all'ingegnere Vincenzo Agamennone allo scopo di smentire i tecnici della SFM, che avevano più volte dichiarato insuperabili le difficoltà tecniche della tratta di valico.
Si cercò inoltre di favorire la linea mobilitando l'opinione pubblica e la stampa, nonché chiedendo ad altri enti di appoggiarla e di inviare petizioni al ministero (il comune dell'Aquila cercò addirittura l'appoggio del sindaco di Firenze, sostenendo che la linea avrebbe favorito le relazioni commerciali tra Toscana e Abruzzo).
Nel 1876 la sinistra di Depretis andò al governo e si crearono finalmente le condizioni politiche per dare applicazione all'accordo del 1873. La prima occasione fu mancata: la linea, inizialmente inserita nel disegno di legge del 22 novembre 1877, fu poi esclusa dalla versione finale.
Tuttavia, grazie ad una continua opera di convincimento da parte di Luigi Solidati Tiburzi (che riuscì anche ad ottenere l'appoggio del presidente del consiglio Cairoli), nel giro di pochi mesi si riuscì ad ottenere la definitiva approvazione: la ferrovia fu infatti inserita nella legge n. 5002 del 29 luglio 1879, promossa dal ministro Alfredo Baccarini, dove compariva tra le linee di prima categoria (cioè tra quelle di interesse nazionale e quindi interamente a carico dello Stato). La previsione di spesa indicata era di circa 20,8 milioni di lire per lo stato centrale e di circa duecentomila lire per provincia e comuni (l'equivalente di 87,7 milioni di euro attuali).

Il problema rimasto irrisolto con il compromesso del 1879: il collegamento con Roma di Rieti e L'Aquila. Si tenterà vanamente di risolverlo con la Passo Corese-Rieti-Ascoli (in) e la Carsoli-L'Aquila-Teramo (in).

Con tale provvedimento veniva ufficialmente sancito il compromesso: infatti, se da una parte la legge obbligava la SFM alla costruzione della Terni-L'Aquila (voluta da reatini e aquilani ma avversata dalla società), dall'altra prevedeva anche la costruzione della Roma-Sulmona (come da tempo chiedevano la SFM e i sulmonesi) che si poneva come principale linea d'accesso all'Abruzzo.
Questo compromesso, se da un lato permise l'arrivo del treno a Rieti, d'altra parte provocò il definitivo affossamento della linea che, prima ancora di nascere, si vedeva profondamente ridimensionata nell'importanza e relegata a ruoli esclusivamente locali. Inoltre nessuno dei due tracciati individuati dalla legge Baccarini risolveva il problema del collegamento di Rieti e L'Aquila con la Capitale: per porre rimedio, le due città chiesero a lungo la costruzione delle ferrovie Rieti-Passo Corese e L'Aquila-Carsoli, ma nessuna delle due venne mai costruita, e ancora nel ventunesimo secolo il problema è sostanzialmente irrisolto e oggetto di accese discussioni. Proprio per questo motivo, già negli anni Trenta lo storico Francesco Palmegiani indicava apertamente il compromesso del 1879 come un errore, definendo la Terni-L'Aquila un «tratto di ferrovia accidentale che da qualcuno si è preteso, in passato, di voler far riconoscere come la via naturale della Sabina e dell'Abruzzo verso Roma» e notando che «se lo Stato avesse obbligato alla Società delle ferrovie romane il raccordo a Fara, non solo la spesa di costruzione della Rieti-Fara sarebbe stata assai minore della Rieti-Terni, ma l'Abruzzo e Rieti avrebbero, fin da allora, economizzato ben 70 km per raggiungere Roma e non si può valutare con quali enormi vantaggi».

### Conclusione dei lavori e inaugurazione

Le due alternative di valico: Pellescritta (') e Sella di Corno ('). In ' le futuribili prosecuzioni per Ascoli e Teramo.

Dopo l'approvazione della legge, si accese una nuova polemica sulla scelta del valico con cui superare l'Appennino: l'ambiente aquilano chiedeva di seguire il valico di Pellescritta, che consentiva di contenere le pendenze entro il 25 per mille e la quota di valico ad 866 metri, di servire diversi centri abitati di discreta importanza nel circondario, e di avvicinare la linea ad Ascoli e Teramo, verso cui era già allora ipotizzata la costruzione di diramazioni; tuttavia la SFM e il consiglio superiore dei lavori pubblici sostenevano la maggiore convenienza della Sella di Corno che, sebbene fosse molto ripida e non servisse centri importanti, accorciava la lunghezza di 13 chilometri e richiedeva pertanto una spesa di costruzione minore. Per dirimere la questione, nel luglio del 1880 il ministro Baccarini nominò una commissione tecnica indipendente, la quale confermò che fosse da preferirsi la Sella di Corno, con grande disappunto degli aquilani.

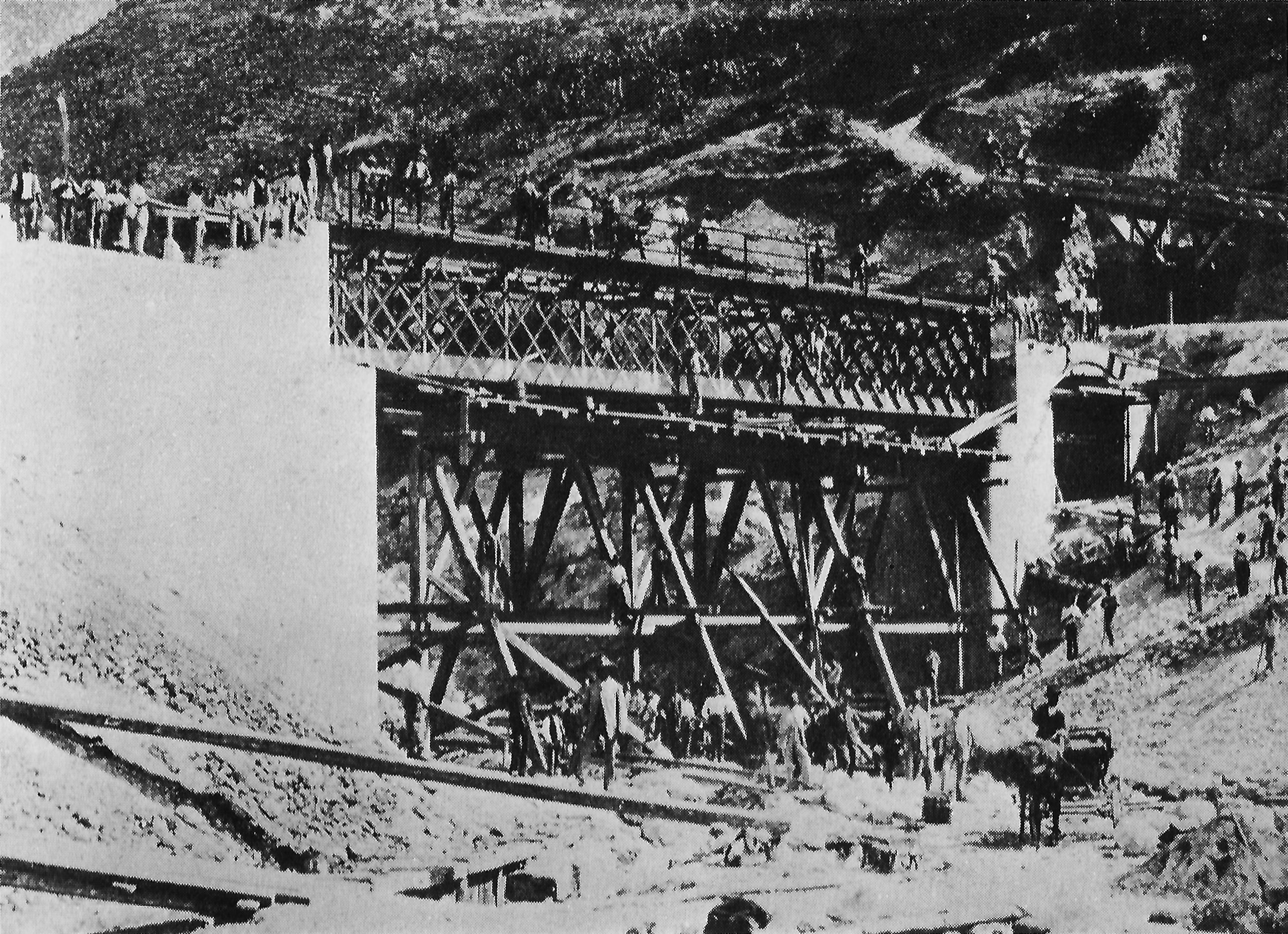
Il cantiere per la costruzione di un ponte metallico

A tal punto la SFM incaricò l'ingegnere Emilio Mentegazza di redigere il progetto definitivo; quest'ultimo accolse una variante chiesta dal Solidati Tiburzi, che da Rieti prevedeva di piegare verso Contigliano anziché proseguire dritti verso Greccio (poiché, con un modesto allungamento di percorso, permetteva di evitare una zona dell'agro reatino paludosa e soggetta a malaria, nonché di espandere il bacino di utenza della linea anche ai paesi posti lungo le vie Tancia e di Fontecerro).
Il progetto definitivo fu approvato il 23 luglio 1881, e già nei primi mesi dello stesso anno vennero avviati i cantieri. La costruzione della linea fu documentata dal fotografo Achille Mauri, che realizzò per conto della SFM due album di fotografie.
I lavori furono diretti dagli ingegneri capo della SFM Mentegazza, Pagliano, Rodolfo e Rinaldi. La loro esecuzione fu divisa in molti piccoli lotti, subappaltati a ditte costruttrici terze che lavoravano in contemporanea; in tal modo i cantieri procedettero rapidamente, nonostante le difficoltà imposte dall'accidentata orografia dei territori attraversati e dalla stagione particolarmente piovosa. Il primo tratto ad essere completato fu il versante aquilano del valico (L'Aquila-Rocca di Corno, 24 km), che fu inaugurato il 22 giugno 1882.
Il tratto Terni-Marmore (con i suoi cinque chilometri di gallerie) fu completato nel tempo record di appena dieci mesi, senza che si fosse verificato alcun incidente, e con il minor costo al chilometro mai registrato in Italia, ottenuto dal direttore dei lavori ingegner Rinaldi «riducendo al minimo i movimenti di terra allo scoperto e variando la grossezza dei rivestimenti in galleria secondo la varia natura dei terreni attraversati [...] per modo che l'opera murale fosse sempre proporzionata agli sforzi effettivi ai quali doveva resistere». Nel complesso i lavori si conclusero il 14 ottobre 1883, in anticipo di ben 15 mesi rispetto al previsto, con l'abbattimento dell'ultimo diaframma della galleria Colle Amaro (tra Rocca di Fondi e Rocca di Corno).
Il 16 ottobre furono effettuate le prove di carico sui ponti; il 20 ottobre fu verificato l'armamento e la sagoma delle gallerie. L'inaugurazione della parte rimanente del tracciato (i 79 km tra Rocca di Corno e Terni), che segnava il definitivo completamento dell'intera linea, ebbe luogo il 28 ottobre 1883 e fu oggetto di grandi festeggiamenti.
Il treno inaugurale partì da Roma alle 8 con a bordo il ministro dei lavori pubblici Francesco Genala, il sottosegretario Correale, alcuni parlamentari, il presidente della SFM Pietro Bastogi con l'intero consiglio di amministrazione, il sindaco di Roma, duca Leopoldo Torlonia, nonché i corrispondenti di ben sessantasei testate giornalistiche (tra le quali il Times, il Daily News di Londra, la Gazzetta di Mosca e l'Evenement di Parigi).
Il convoglio giunse a Terni alle 10:30, a Rieti alle 12:10 e all'Aquila alle 18, fermando in ogni stazione per i festeggiamenti ed il saluto delle autorità locali. A Rieti si tenne un concerto, lanci di mongolfiere e fuochi d'artificio, mentre all'Aquila si tenne un banchetto con circa seicento invitati, allestito all'interno della rimessa locomotive e curato dal Gran Caffè Doney di Firenze. Nel capoluogo abruzzese il treno proveniente da Roma si incontrò con un secondo convoglio proveniente da Pescara, con a bordo i sindaci di Castellammare, Chieti e Sulmona, segnando simbolicamente la riunione del versante tirrenico con quello adriatico.
Per quanto il clima fosse euforico, non mancarono le critiche: i giornali abruzzesi tornarono a lamentare che, nella scelta del valico, si fosse preferito far inerpicare la linea sulla «deserta montagna di Rocca di Corno», invece di portare «vita, commercio e floridezza» alle popolazioni dell'alto Aterno-Velino. Ma soprattutto gli amministratori reatini, che mal tolleravano la scelta dell'innesto a Terni, non mancarono di ricordare al ministro Genala che l'opera andava completata con la costruzione del tratto Rieti-Passo Corese inizialmente previsto; anche il Corriere della Sera scrisse che era stato «un errore congiungere Rieti ed Aquila a Roma per Terni ed Orte, mentre si poteva andare per Passo Corese». Il giornale milanese criticò inoltre l'eccessivo sfarzo della cerimonia inaugurale, che costò l'equivalente di oltre centomila euro attuali.

### Primi anni di esercizio (1883-1888)
Il primo incidente sulla linea si verificò la stessa sera dell'inaugurazione: infatti il treno che riportava a Roma gli invitati alla cerimonia subì un lieve deragliamento. L'esercizio regolare ebbe inizio due giorni dopo, martedì 30 ottobre 1883.
Nonostante il suo scopo fosse stato nel frattempo modificato, al momento della sua apertura al traffico la linea si trovò effettivamente a rivestire il ruolo per il quale originariamente era stata progettata. Infatti proprio con il completamento della Terni-Pescara, nel 1883, si realizzò per la prima volta il collegamento dell'Abruzzo con Roma, che per alcuni anni fu possibile solo tramite questa ferrovia.
Tuttavia tale primato era destinato a essere temporaneo sin dall'inizio: infatti già dall'accordo del 1879 era chiaro che, nella relazione Abruzzo-Roma, il ruolo di linea principale sarebbe stato ricoperto dalla ferrovia Roma-Sulmona, della quale i cantieri erano già in corso e in fase avanzata.
Oltre che temporanea, tale funzione rimase sempre puramente teorica, perché la linea non riuscì ad assurgere al ruolo di ferrovia a rilevanza nazionale nemmeno nei pochi anni in cui ebbe quella fugace importanza: infatti il servizio viaggiatori venne improntato sin da allora a un'offerta strettamente locale, e non vennero mai istituiti collegamenti diretti per Roma, che la linea era inadatta ad ospitare a causa del passaggio per Terni (il percorso totale Adriatico-Roma sarebbe ammontato a 344 km e il tempo di percorrenza a ben 14 ore). Persino il servizio locale si dimostrò carente: nel primo anno d'esercizio la linea veniva percorsa da appena quattro coppie di treni al giorno, dei quali solo due percorrevano l'intero percorso dall'Adriatico a Terni; solo su richiesta del comune di Rieti, nel 1884, venne istituita una quinta coppia di treni.
Il 28 luglio 1888 venne inaugurata la ferrovia Roma-Sulmona, la trasversale "concorrente", che divenne la principale linea di accesso all'Abruzzo; la Terni-Pescara perse definitivamente quel ruolo, tra l'altro mai davvero assunto, e fu relegata a un ambito secondario e strettamente locale. Le conseguenze non si limitarono al ruolo ma si estesero anche all'infrastruttura: infatti in tale occasione il tratto di 67 km da Sulmona a Pescara fu scorporato e ceduto alla neonata Roma-Sulmona (che divenne quindi Roma-Sulmona-Pescara), lasciando alla Terni-Sulmona-Pescara solo il tratto Terni-Sulmona; curiosamente il conteggio dei chilometri non venne rivisto e continuò a partire da Pescara (cosicché ancora oggi Sulmona risulta al chilometro 67 anziché al chilometro zero). Inoltre venne operata una radicale riorganizzazione del nodo di Sulmona, con spostamento e ricostruzione della stazione ferroviaria, che comportò la perdita della connessione diretta tra la Terni-Sulmona e la Sulmona-Pescara: nella nuova configurazione, un treno proveniente dall'Aquila non poteva più proseguire per Pescara (se non effettuando un'inversione di marcia), ma solo per Avezzano. Il traffico, mai veramente decollato, perse ogni ulteriore impulso.

### Dal 1888 al dopoguerra

Una locomotiva (FS 850?) ferma alla stazione dell'Aquila nel 1915

Negli anni seguenti, il servizio sulla linea rimase sostanzialmente invariato, e fino agli anni 1920 consistette di cinque coppie di treni al giorno. Di questi, solo due percorrevano l'intero itinerario Terni-Sulmona, mentre gli altri tre percorrevano una parte minore: infatti, sin da allora, si affermò il modello di esercizio che vedeva la linea spezzata in due tronconi (Terni-L'Aquila e L'Aquila-Sulmona) e la maggior parte dei servizi limitati ad uno di essi, o alla relazione ancor più breve Terni-Antrodoco. La SFM, che già aveva costruito la linea malvolentieri, era scarsamente disponibile a migliorare il servizio vista la scarsa redditività che si manifestò da subito: infatti, già all'inizio del Novecento la Terni-Sulmona risultava essere una linea depressa, con un prodotto chilometrico di appena 5172 lire/km.
Il tempo di percorrenza dei treni più veloci, nel 1884, era pari a 1h 23' tra Terni e Rieti, 2h 40' tra Rieti e L'Aquila, e 2h tra L'Aquila e Sulmona; la velocità commerciale era di circa 30 km/h nella prima e nell'ultima tratta, e scendeva addirittura a 23 km/h nella tratta di valico Rieti-L'Aquila, rimanendo sostanzialmente invariata fino agli anni trenta. Nei primi anni di esercizio furono utilizzate locomotive FS 120, poi sostituite dalle FS 851. Nel 1915 il terremoto della Marsica provocò notevoli danni al tratto L'Aquila-Sulmona.
Tra gli anni venti e gli anni trenta venne definitivamente consolidato il divario tra la linea e la Roma-Sulmona: infatti quest'ultima fu elettrificata, mentre sulla Terni-Sulmona venne definitivamente soppresso l'unico deposito locomotive di Antrodoco. Tuttavia, in quegli anni, il servizio fu oggetto per la prima volta di qualche miglioramento: nel 1919 venne istituito per la prima volta un servizio diretto L'Aquila-Roma, senza cambio a Terni, che percorreva la distanza in circa 7h 30'; inoltre venne aumentata la capillarità del servizio locale, con l'istituzione di una decina di nuove fermate a servizio di piccole località rurali.

Una delle prime automotrici termiche in sosta a Cittaducale negli anni trenta

Successivamente venne apportata una drastica riduzione dei tempi di percorrenza (che furono pressoché dimezzati), dapprima con l'introduzione dei treni leggeri nel maggio del 1932, ma soprattutto con l'immissione in servizio delle automotrici diesel, dette littorine, nell'agosto del 1935: nel tratto Terni-Rieti il treno più veloce passò da 1h 21' a 44' (con un incremento della velocità commerciale da 30 a 56 km/h), nel tratto di valico Rieti-L'Aquila passò da 2h 40' a 1h 26' (da 23 a 44 km/h), tra L'Aquila e Sulmona da 1h 37' a 59' (da 37 a 61 km/h). Inoltre il numero di collegamenti fu quasi raddoppiato, passando da cinque a nove coppie di treni al giorno.
Nel giugno 1939, per la prima volta, la linea fu dotata di un servizio di pregio, con l'istituzione di un rapido L'Aquila-Roma via Terni, che effettuava due sole fermate intermedie a Rieti e Terni riducendo il tempo di percorrenza ad appena 3h 30'.
In tale periodo, però, si verificò anche il grave incidente ferroviario di Contigliano (1936), che provocò almeno 15 morti e molti feriti gravi, tra cui l'intera rosa dell'A.S. L'Aquila. I progressi compiuti, inoltre, vennero quasi totalmente perduti con la seconda guerra mondiale: nel 1941 la difficile reperibilità della nafta causò il ritorno della trazione a vapore, e negli anni successivi la ferrovia fu quasi completamente distrutta dai bombardamenti aerei degli alleati e dai sabotaggi dei tedeschi in ritirata. Nel 1944 rimaneva in funzione il solo tratto Rieti-Antrodoco, mentre tutti gli altri erano impercorribili.

### Tra tentativi di soppressione e di rilancio
La percorribilità della linea fu ripristinata nell'immediato dopoguerra, per mezzo di soluzioni provvisorie, che permisero di riaprire all'esercizio prima il tratto Terni-L'Aquila (7 ottobre 1946) e poi il tratto L'Aquila-Sulmona (23 dicembre 1946). Successivamente, grazie agli aiuti del piano Marshall, fu avviata la definitiva riparazione dei danni bellici, con la ricostruzione dei fabbricati e delle opere civili permanenti in luogo di quelle provvisorie. La linea fu ricostruita in modo pressoché identico a com'era prima del conflitto; tra le differenze più significative ci furono il maggiore carico assiale consentito dai ponti a travatura metallica di nuova costruzione, e la ricostruzione in nuovo stile architettonico di alcuni fabbricati viaggiatori, tra cui quelli delle stazioni dell'Aquila e di Piediluco (architetto Roberto Narducci) e di Rieti. All'inizio degli anni cinquanta la linea ferroviaria tornò pienamente operativa.

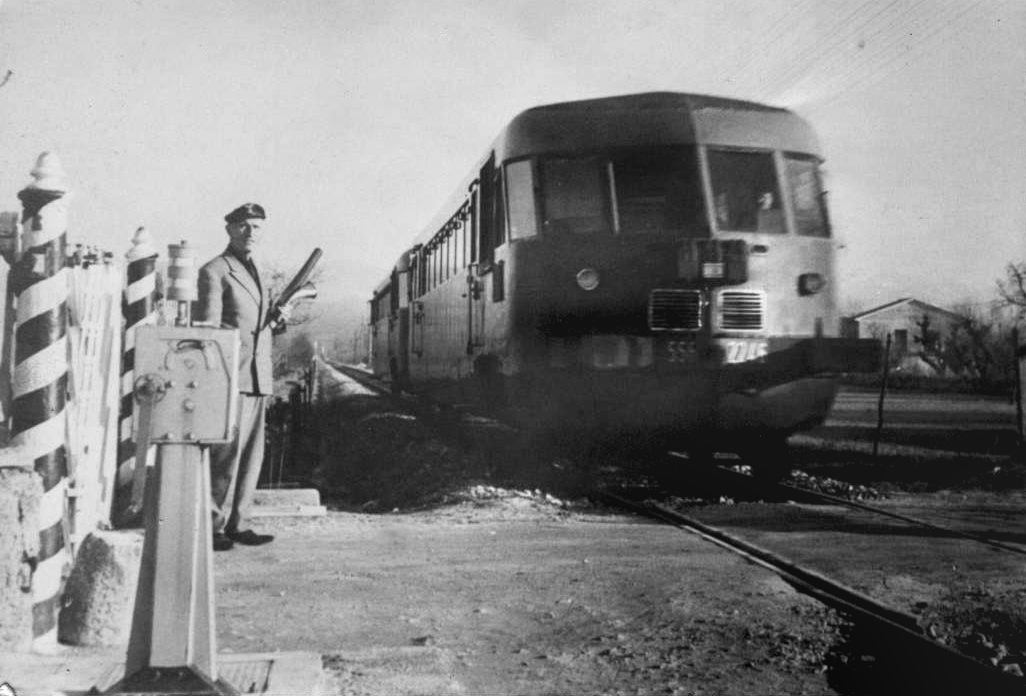
Una ALn 556 ad un passaggio a livello ad Onna (AQ) negli anni Sessanta

Tuttavia, nel corso del dopoguerra, il fenomeno della motorizzazione di massa ridusse ulteriormente il già scarso afflusso di passeggeri sulla linea. Per tale ragione, durante tutta la seconda metà del Novecento, il destino della linea oscillò più volte tra quello di essere potenziata, per rilanciarla ed aumentarne la frequentazione, e quello di essere soppressa, per risparmiare il costo di un servizio scarsamente utilizzato; tuttavia nessuno dei due propositi fu perseguito fino in fondo con la necessaria incisività, e non si riuscì ad arrivare né all'ammodernamento né alla chiusura.
Negli anni cinquanta il servizio fu potenziato con l'istituzione di numerose relazioni dirette con i grandi centri posti oltre i confini della linea: si tratta delle relazioni L'Aquila-Pescara, L'Aquila-Napoli, Terni-Giulianova e Orte-Sulmona. Ma soprattutto, nel 1959 venne istituito il direttissimo Freccia del Gran Sasso, un collegamento diretto e veloce tra L'Aquila e Roma che, nonostante il percorso molto più lungo, consentiva di raggiungere la capitale nello stesso tempo dell'autolinea: tre ore e mezza dall'Aquila, due ore da Rieti. Tuttavia, in ragione del suo scarso traffico, la linea fu esclusa dal consistente piano di elettrificazioni portato avanti in quegli anni dalle FS, nonostante le richieste in senso contrario dei parlamentari locali; al suo posto, nel piano decennale del 1962 venne previsto il passaggio di tutti i servizi dalla trazione a vapore a quella diesel, che venne completato nel 1959 per i treni passeggeri, e nel 1969 per i treni merci.

La Freccia del Gran Sasso in transito a Roma Nomentana nel 1971, durante una nevicata

Nel 1966 la linea rischiò per la prima volta la soppressione: il ministro dei trasporti Oscar Luigi Scalfaro prese in considerazione la sua sostituzione con autoservizi, in ragione dello scarso traffico e del fatto che le spese di esercizio della linea superavano di sei volte i proventi, generando una passività di un miliardo e mezzo di lire all'anno; tuttavia, in considerazione dell'attraversamento di tre regioni e di altrettanti capoluoghi di provincia, a differenza di altre ferrovie fu mantenuta e ne venne riconosciuto il ruolo di «collegamento interregionale in un territorio a vocazione rurale servito da una viabilità insufficiente e difficoltosa». Nel 1970 il già grande svantaggio della ferrovia nella relazione Roma-L'Aquila (215 km contro i 145 della strada) aumentò ulteriormente con l'inaugurazione dell'autostrada A24, che abbreviava il percorso a soli 108 km.
Deciso il mantenimento della linea, negli anni settanta venne stanziato un fondo di 14,6 miliardi di lire destinato al rinnovo dei binari, alla sistemazione delle opere d'arte (in particolare la sostituzione dei ponti metallici originari non ricostruiti nel dopoguerra, allo scopo di innalzare il carico assiale sopportato dalla linea) e all'installazione di un sistema di esercizio più economico. Tali interventi, tuttavia, furono eseguiti con estrema lentezza: il primo dei ponti venne varato nel 1981 e l'ultimo solo nel 2015, mentre il nuovo sistema di esercizio entrò in funzione solo nel 1993.

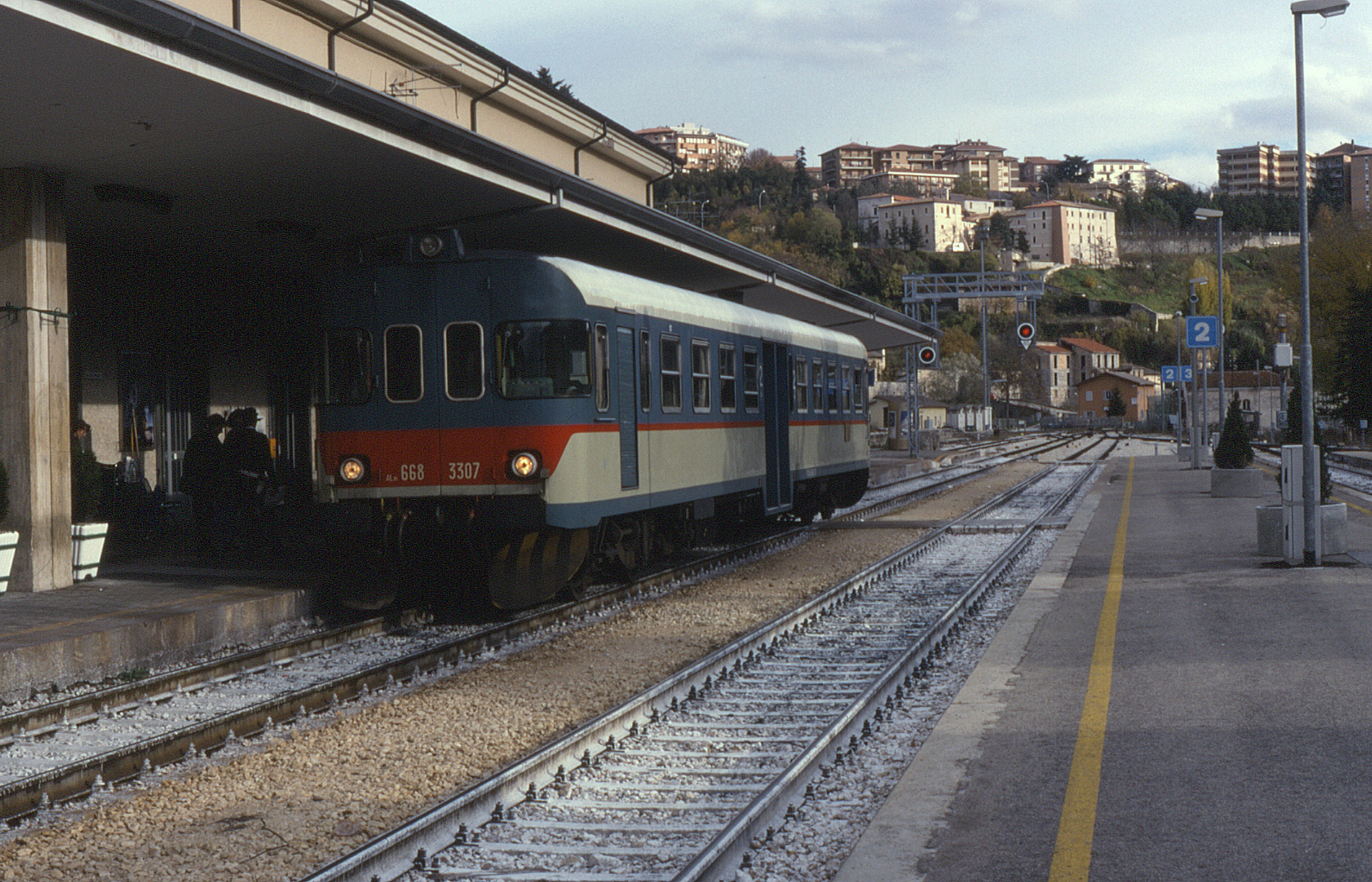
Una ALn 668 serie 3300 ferma alla stazione dell'Aquila nel 1996

Sempre negli anni settanta, le automotrici ALn 56 e ALn 556 vennero gradualmente sostituite con le ALn 668 di nuova concezione, che però non apportarono miglioramenti significativi ai tempi di percorrenza, finché nel 1983 vennero introdotte le più potenti ALn 668 serie 3300, realizzate appositamente per le pendenze di questa linea e della Sulmona-Isernia, che permisero di ridurre i tempi di alcuni minuti.
Nonostante ciò, negli anni ottanta la ferrovia rischiò nuovamente la soppressione, poiché il ministro dei trasporti Claudio Signorile la inserì tra i "rami secchi" da chiudere perché considerati improduttivi; ma nel febbraio del 1986 la linea venne esclusa dalla versione finale del decreto e riuscì fortunosamente a salvarsi. I tagli ministeriali colpirono però la freccia del Gran Sasso, ormai sopraffatta dalla concorrenza dei servizi automobilistici via autostrada, che fu soppressa nel 1987 dopo quasi trent'anni di servizio.
Deciso il mantenimento della linea, vennero eseguiti interventi di ammodernamento più sostanziosi: fu aumentata la sicurezza con l'installazione del sistema automatico di blocco elettrico conta-assi, e furono ridotti i costi di gestione con l'installazione del sistema di Controllo Centralizzato del Traffico, che permise di passare dal sistema di esercizio a Dirigente Unico al più economico sistema del Dirigente Centrale Operativo (con il quale era possibile telecomandare tutti gli impianti della linea ed eliminare la necessità dei capistazione e degli ausiliari che precedentemente li manovravano); i lavori furono avviati nel 1989 e terminarono nel 1993. Venne inoltre realizzato un nuovo punto d'incrocio per aumentare la capacità della linea, aggiungendo un binario alla pre-esistente fermata di Stroncone, divenuto posto di movimento Stroncone (1996), ma per antitesi, nello stesso periodo la politica della "rete snella" portò a rimuovere il binario d'incrocio a Vigliano.

### Il XXI secolo
Nonostante i miglioramenti, nel 2001 venne definitivamente soppresso il traffico merci e furono effettuati nuovi tagli al servizio passeggeri (a partire dal 2004, il tratto Terni-L'Aquila cominciò ad essere chiuso al traffico ogni anno durante l'estate, ufficialmente per eseguire non meglio precisati lavori); si diffuse pertanto la voce di una nuova volontà di sopprimere la ferrovia.
L'eventualità fu scongiurata grazie all'azione dell'amministrazione provinciale di Rieti che riuscì a ottenere l'affidamento del servizio passeggeri alla Ferrovia Centrale Umbra (nel 2010 divenuta Umbria Mobilità e nel 2014 Busitalia), azienda che disponeva di una flotta di automotrici sovrabbondante e da poco omologata per circolare sulla rete RFI, in subappalto per Trenitalia che continuò invece a gestire la relazione L'Aquila-Sulmona; il subentro divenne effettivo dal 15 giugno 2008.

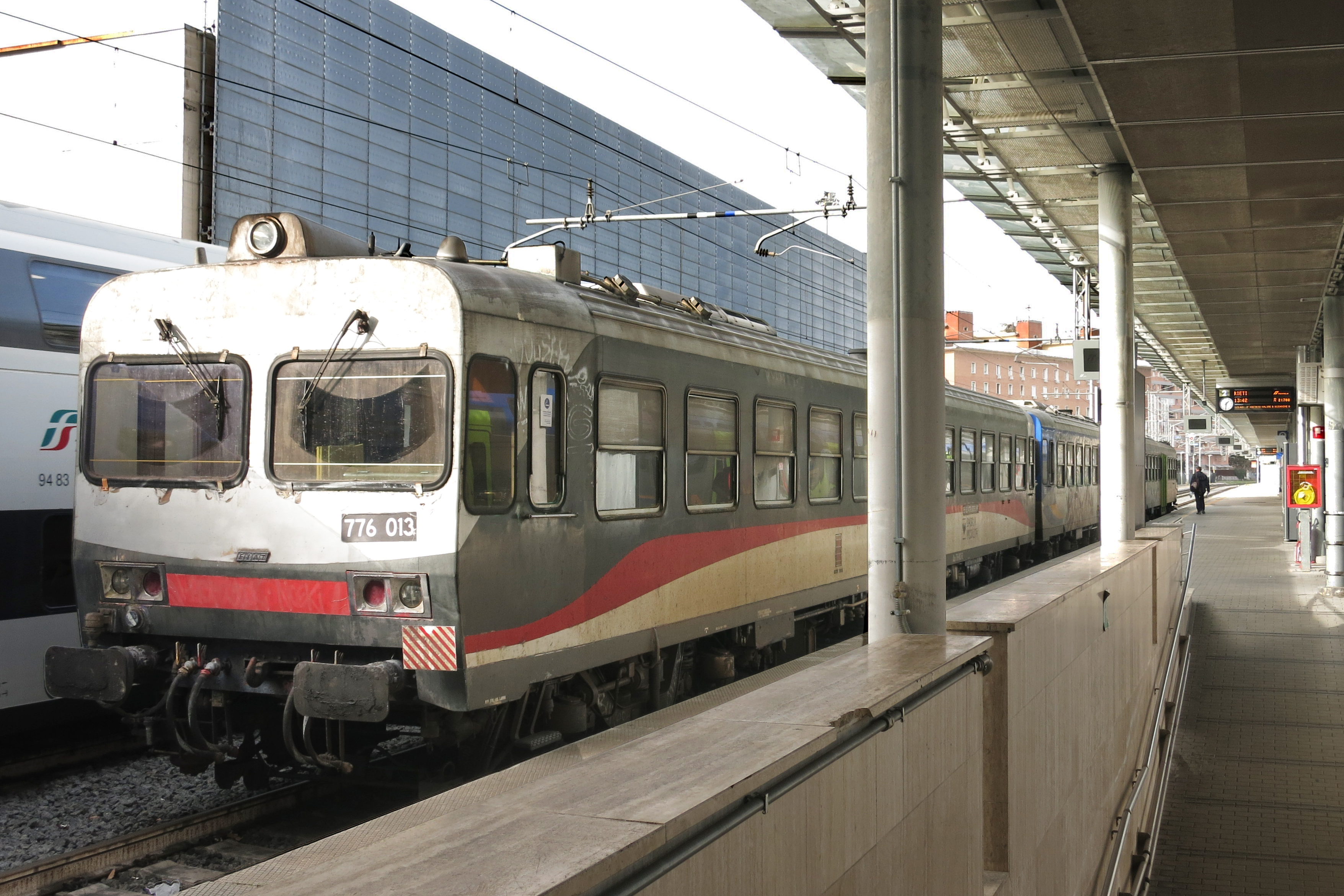
Tripla di ALn 776 di FCU, che dal 2008 espletano il servizio sulla tratta Terni-L'Aquila, fotografata nella stazione Tiburtina mentre effettua uno dei treni Rieti-Terni-Roma via Direttissima.

Grazie al cambio di operatore, si verificò un rinnovamento del materiale rotabile (le ALn 668 di Trenitalia lasciarono il passo alle più potenti ALn 776 di FCU), la velocizzazione delle corse e l'introduzione della relazione L'Aquila-Perugia.

#### Il collegamento Rieti-Roma
Nel 2006, in seguito al fallimento dell'ennesimo tentativo di costruire la ferrovia Rieti-Roma, iniziò a farsi strada la proposta di collegare le due città per mezzo della ferrovia esistente, passando per Terni e per la Direttissima Roma-Orte, idea che ricevette il supporto della giunta provinciale guidata da Fabio Melilli e di quella regionale del presidente Piero Marrazzo. Così, nel dicembre 2008, venne istituito un treno diretto da Rieti a Roma Tiburtina; nel dicembre 2015 è stato istituito un treno di ritorno Roma-Rieti, mentre nel gennaio 2018 è stata istituita una seconda coppia di treni.
Questi collegamenti hanno un tempo di percorrenza che varia da 1h 40' a 1h 58' e vengono espletati dalle ALn 776 di FCU (che hanno velocità massima pari a 150 km/h e carico assiale massimo inferiore alle 13 tonnellate), unico rotabile diesel a percorrere la Direttissima; tuttavia il miglioramento di frequenza e velocità del servizio è reso difficile dalla mancanza di materiale rotabile più veloce e dalla saturazione della linea Direttissima, occupata dai treni dell'Alta velocità e dai regionali diretti in Umbria.
L'acquisto di treni più confortevoli e performanti per espletare la relazione, promesso dalla regione Lazio sin dal 2006, è stato a lungo impedito da limitazioni nel carico assiale della linea (<16 t/asse), superate nel 2015 con la sostituzione degli ultimi due ponti metallici rimasti dal 1981. L'acquisizione dei rotabili è stata infine ufficializzata nel contratto di servizio del 2018, che prevedeva la spesa di 76 milioni di euro per tre treni bimodali a doppia alimentazione diesel-elettrica; la gara d'appalto era stata prevista per il 2019 e la consegna dei treni per il 2021. All'inizio della primavera del 2022 nessuno di questi treni risultava ancora in servizio, né consegnato. A fine dicembre 2022 il primo treno trimodale ibrido HTR 412 012 Blues ha percorso il tratto Rieti-Terni per prove di collaudo, seguito nei mesi successivi da altre prove, in attesa di essere messi in servizio. Il 12 giugno 2023 il primo Blues ha iniziato il servizio Rieti-Roma ed il successivo 10 luglio c'è stata l'inaugurazione ufficiale alla stazione di Rieti, in attesa dei due ulteriori convogli previsti nei mesi successivi.

#### Le fermate urbane dell'Aquila
Nel 2009 la linea fu coinvolta nel terremoto dell'Aquila, che provocò lievi danni al tratto L'Aquila-Beffi e il crollo di diversi fabbricati ferroviari, ma evidenziò anche l'importanza della ferrovia, che si rivelò importante per i soccorsi (consentendo l'arrivo nella città di 16 carrozze UIC-X BC provviste di cuccette per il ricovero degli sfollati e dei primi moduli abitativi provvisori).
Nel 2011, infatti, il governo stanziò un fondo di 100 milioni di euro per il miglioramento della rete ferroviaria nel cratere sismico. Per volontà del comune dell'Aquila, un quarto della cifra fu dedicata alla realizzazione di quattro fermate suburbane e all'eliminazione di 14 passaggi a livello nel tratto Sassa-San Demetrio, allo scopo di istituirvi un servizio di ferrovia urbana con frequenza di un treno ogni 40 minuti. Il progetto è volto a compensare il fallimento del progetto della metropolitana leggera ideata prima del sisma e a collegare le "new town" sorte in periferia dopo il sisma; le fermate sono state inaugurate nel 2017, mentre non sono ancora stati istituiti i servizi suburbani.

#### Il collegamento L'Aquila-Pescara e la bretella

Il progetto della bretella e della fermata di Sulmona Santa Rufina

Negli anni 2010 la regione Abruzzo ha espresso la volontà di velocizzare il collegamento ferroviario tra L'Aquila e Pescara e di portare il tempo di percorrenza a 1h 20', tramite l'istituzione di collegamenti diretti (eliminando quindi la rottura di carico e l'attesa della coincidenza a Sulmona), e tramite l'eliminazione del perditempo dovuto all'inversione di marcia nella stazione peligna.
A tale scopo, il presidente della regione Abruzzo Luciano D'Alfonso ha stipulato nel 2014 un contratto con RFI per la realizzazione di una bretella tra i binari della Terni-Sulmona e quelli della Roma-Pescara, poco a nord di Sulmona. Il progetto ha un costo di 11 milioni di euro, finanziati con i fondi del "Masterplan Abruzzo", e prevede la stesura di 550 metri di nuovo binario elettrificato, lungo la stessa curva dove passava originariamente la ferrovia prima della riorganizzazione del nodo peligno del 1888. In seguito alle proteste dei sulmonesi, è il progetto è stato modificato inserendo una nuova fermata lungo la bretella, chiamata Sulmona Santa Rufina, che permetterà ai treni L'Aquila-Pescara di servire anche la città peligna. La pre-cantierizzazione è cominciata nel settembre del 2017, ma i lavori veri e propri sono iniziati nel mese di novembre del 2022 e sarebbero dovuti terminare nell'estate del 2023. L'attivazione della bretella, dapprima prevista per il 2021, è slittata infine a dicembre 2024.

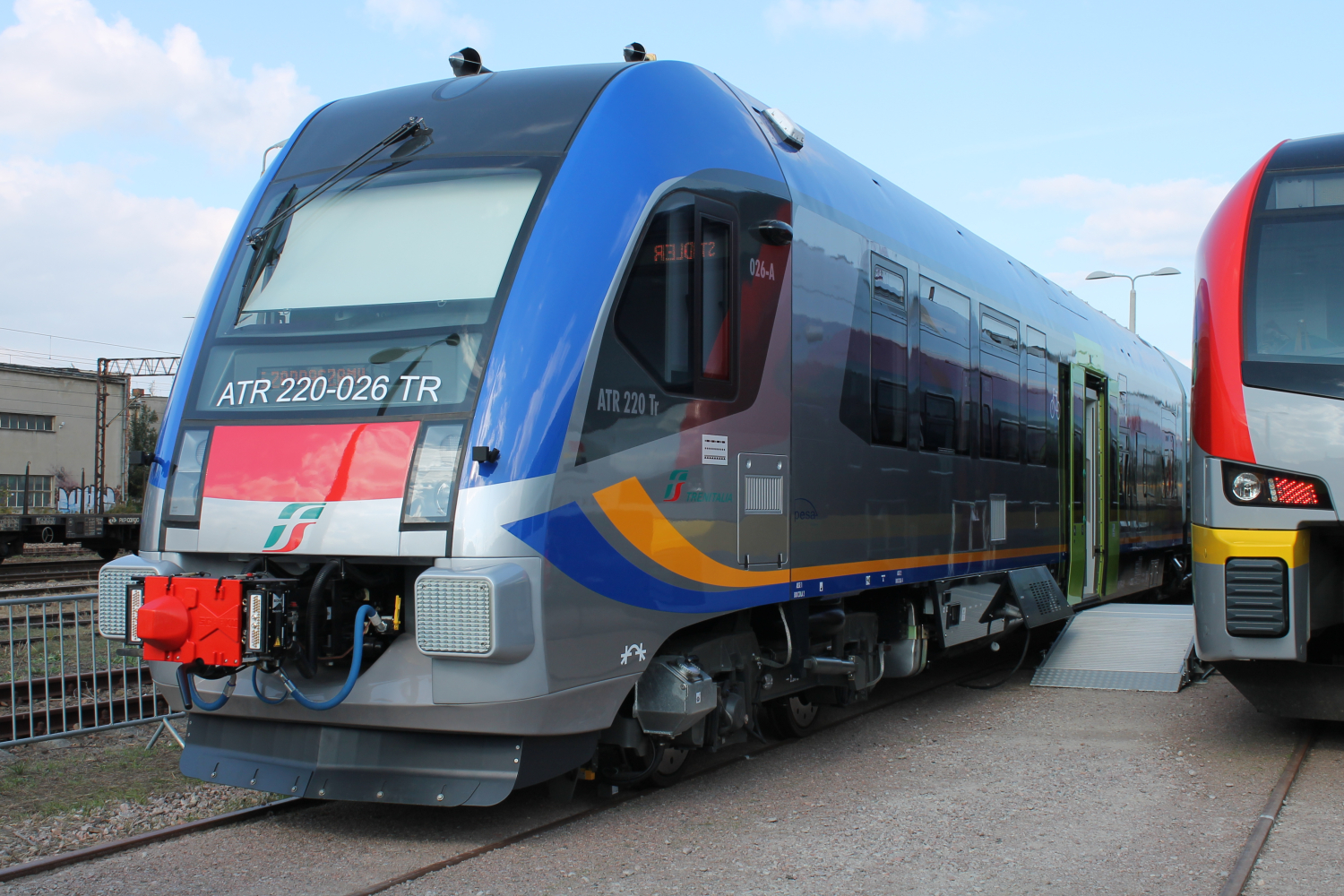
I treni Swing impiegati sulla tratta Sulmona-L'Aquila a partire dal 2016

Per svolgere la relazione, la regione ha acquistato quattro treni diesel Swing, che sono entrati in servizio nel 2016, sostituendo le ALn 668 sulla tratta L'Aquila-Sulmona.

#### Progetti di sviluppo
In seguito al terremoto di Amatrice del 2016, è stata ulteriormente enfatizzata l'importanza della linea per impedire lo spopolamento del territorio colpito dal sisma: nell'ottobre del 2017 il ministro Graziano Delrio ha annunciato di aver inserito nel contratto di programma con RFI gli interventi di elettrificazione e velocizzazione della Terni-Sulmona, nonché la costruzione della ferrovia Rieti-Passo Corese, allo scopo di istituire collegamenti diretti Roma-L'Aquila via Rieti che impieghino non più di 2h 15'. Il progetto era articolato in due fasi:
- "opere prioritarie", che prevedeva l'elettrificazione della linea e una prima fase della velocizzazione[122] (con la velocizzazione degli itinerari nei punti di incrocio e piccole varianti di tracciato).[123] Il costo dell'intervento era di 442 milioni di euro, di cui 17 stanziati nel 2017 per redigere il progetto,[122] 75 stanziati nel 2018[122][124][125] e 350 che dovevano essere reperiti nel 2021.[122] L'esecuzione dei lavori era prevista per il periodo 2022-2026.[123]
- "completamento", che prevedeva la seconda fase della velocizzazione. Il costo dell'intervento era di 559 milioni di euro, da reperire nel periodo 2022-2026.[122]

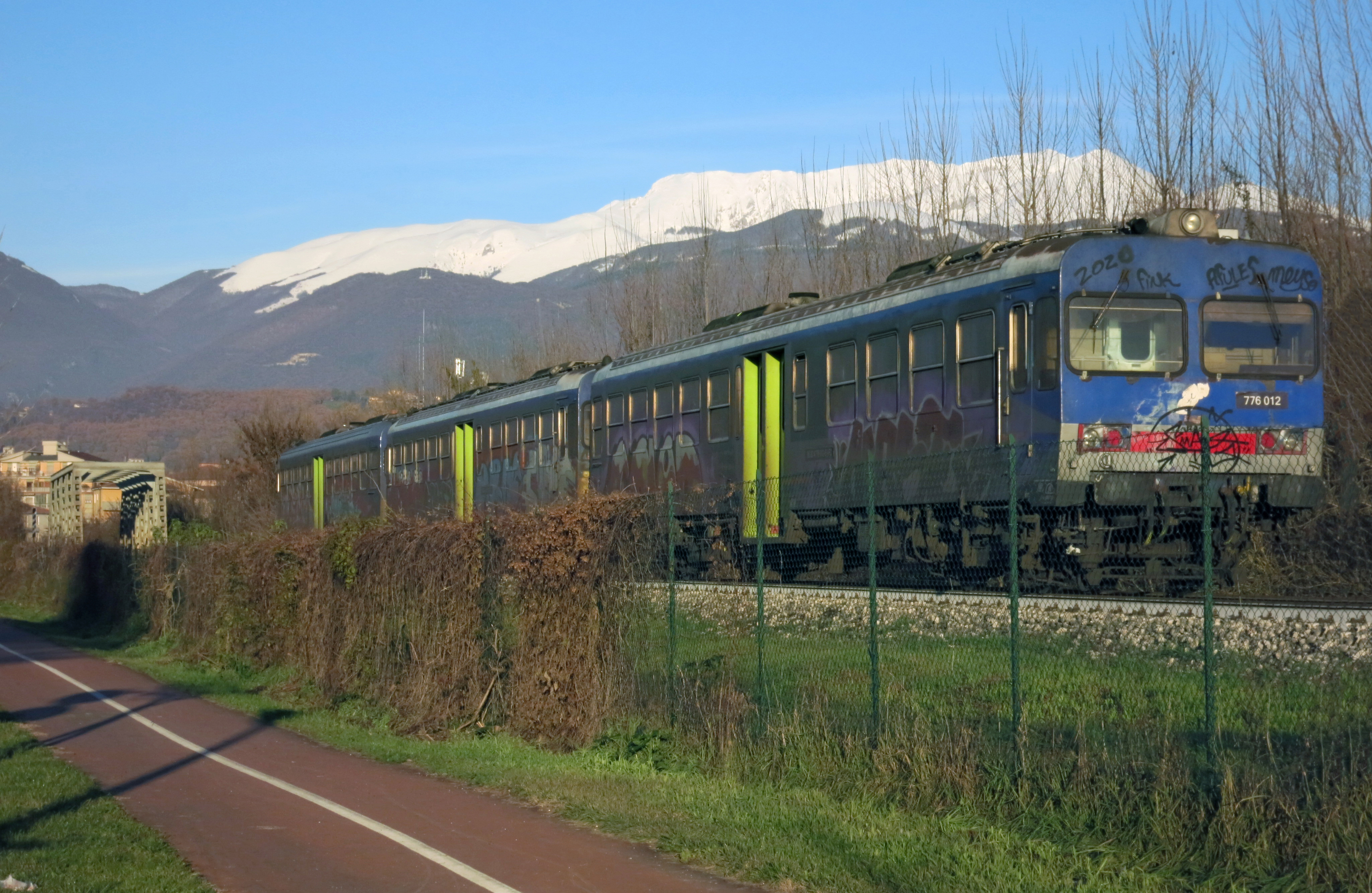
Il diretto proveniente da Roma fa ingresso a Rieti, con il monte Terminillo sullo sfondo

Tuttavia, anche in seguito al subentro del governo Conte e alla sua promozione di un piano per l'utilizzo di treni a idrogeno su questa e altre linee, nella seconda metà del 2020 il progetto è stato rivisto:
- l'elettrificazione del tratto Terni-L'Aquila è stata eliminata, prevedendo al suo posto interventi di velocizzazione del solo tratto di 34 km Marmore-Rieti (rettifiche di curve per aumentare la velocità da 75 a 100 km/h in rango A, deviatoi da 60 km/h nelle stazioni, tronchini di sicurezza, sottopassi e marciapiedi H55), nell'ottica di facilitare i collegamenti Rieti-Roma via Terni, con realizzazione di una prima fase dei lavori entro il 2024 e completamento della seconda fase dopo il 2024;[129]
- l'elettrificazione rimane prevista nel solo tratto L'Aquila-Sulmona (60 km), nell'ottica di istituire collegamenti diretti L'Aquila-Pescara, con esecuzione dei lavori prevista dopo il 2024.[130]

## Caratteristiche

### Armamento
La linea è a scartamento ordinario, e per tutta la sua estensione è a binario unico non elettrificato.
In base al grado e alla distribuzione di carico che può sopportare (peso per asse e peso per metro corrente), è composta da tratte di due differenti classificazioni:
- categoria "< A" (massimo 16 tonnellate per asse e 4,8 tonnellate per metro corrente) nella tratta Rieti-L'Aquila.
- categoria "C3L" (massimo 20  tonnellate per asse e 7,2  tonnellate per metro corrente, con limitazione di velocità per i carri eccedenti i carichi della categoria "B2"[133]) nelle tratte Terni-Rieti e L'Aquila-Sulmona; la limitazione di velocità comporta massimo 55 km/h nella tratta L'Aquila-Paganica e massimo 70 km/h nelle rimanenti.

### Andamento altimetrico

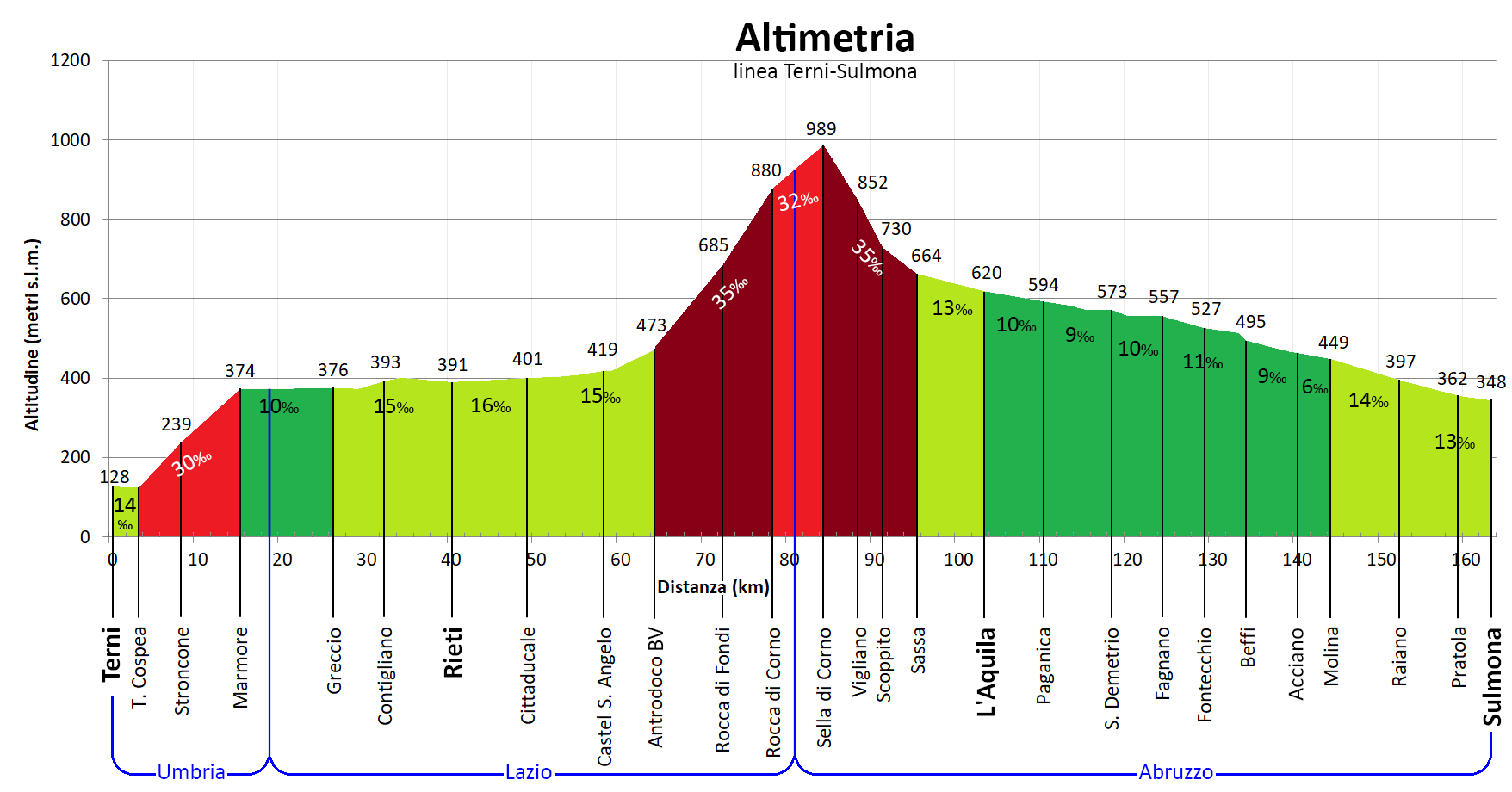
Profilo altimetrico

La linea ha un andamento altimetrico molto vario: nei lunghi tratti in cui segue la valle del Velino (tra Marmore e Antrodoco) e quella dell'Aterno (tra Sassa e Sulmona) è quasi pianeggiante, con pendenze mai superiori al 16 per mille. Al contrario, diviene estremamente acclive nel tratto in cui risale la cascata delle Marmore (tra Terni Cospea e Marmore), dove si raggiunge la pendenza del 30 per mille, e soprattutto in quello dove affronta il valico di Sella di Corno (tra Antrodoco e Sassa), dove si raggiunge addirittura la pendenza del 35 per mille: si tratta del massimo grado di pendenza raggiunto su tutta la rete ferroviaria italiana; solo nelle linee a scartamento ridotto o a cremagliera e in alcune brevi diramazioni si raggiungono pendenze maggiori.
La quota più bassa raggiunta della linea è di 116,93 metri s.l.m., che si registra al km 229 (tra Terni e Terni Cospea), mentre il culmine è pari a 989,28 metri s.l.m., raggiunto presso la stazione di Sella di Corno.

### Andamento planimetrico

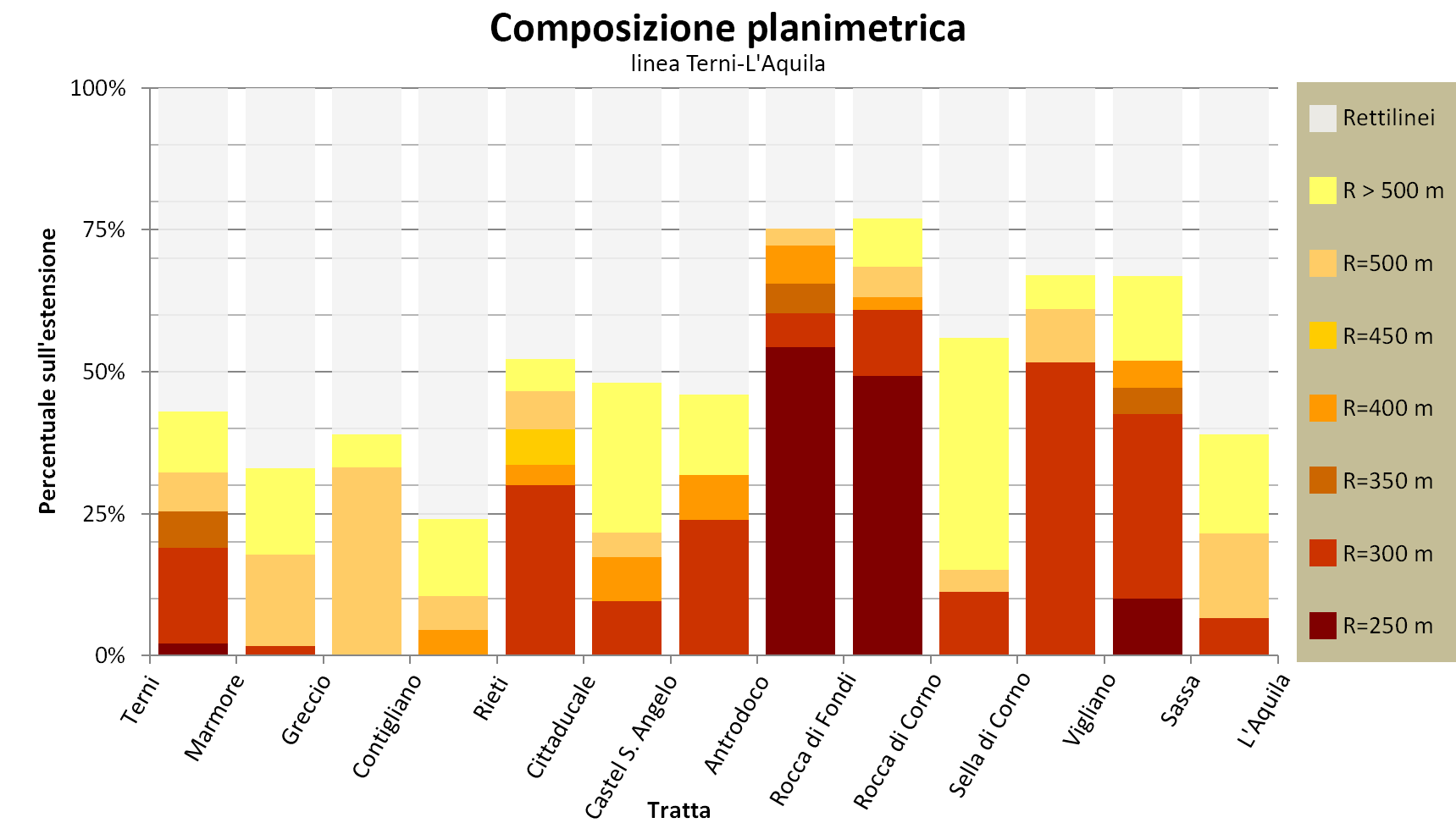
Quantità e ampiezza delle curve (tratto Terni-L'Aquila)

Attraversando strette vallate ai piedi degli Appennini, la linea è costretta ad un andamento piuttosto sinuoso: nel tratto di 103 km Terni-L'Aquila, quasi metà del tracciato (50,6 km) è costituito da curve. Oltre che numerose, spesso le curve sono anche strette: il raggio di curvatura minimo dell'intera linea è di 250 metri, e nel tratto Terni-L'Aquila quasi metà dei tratti in curva (46%) ha raggio di 250 o 300 metri.

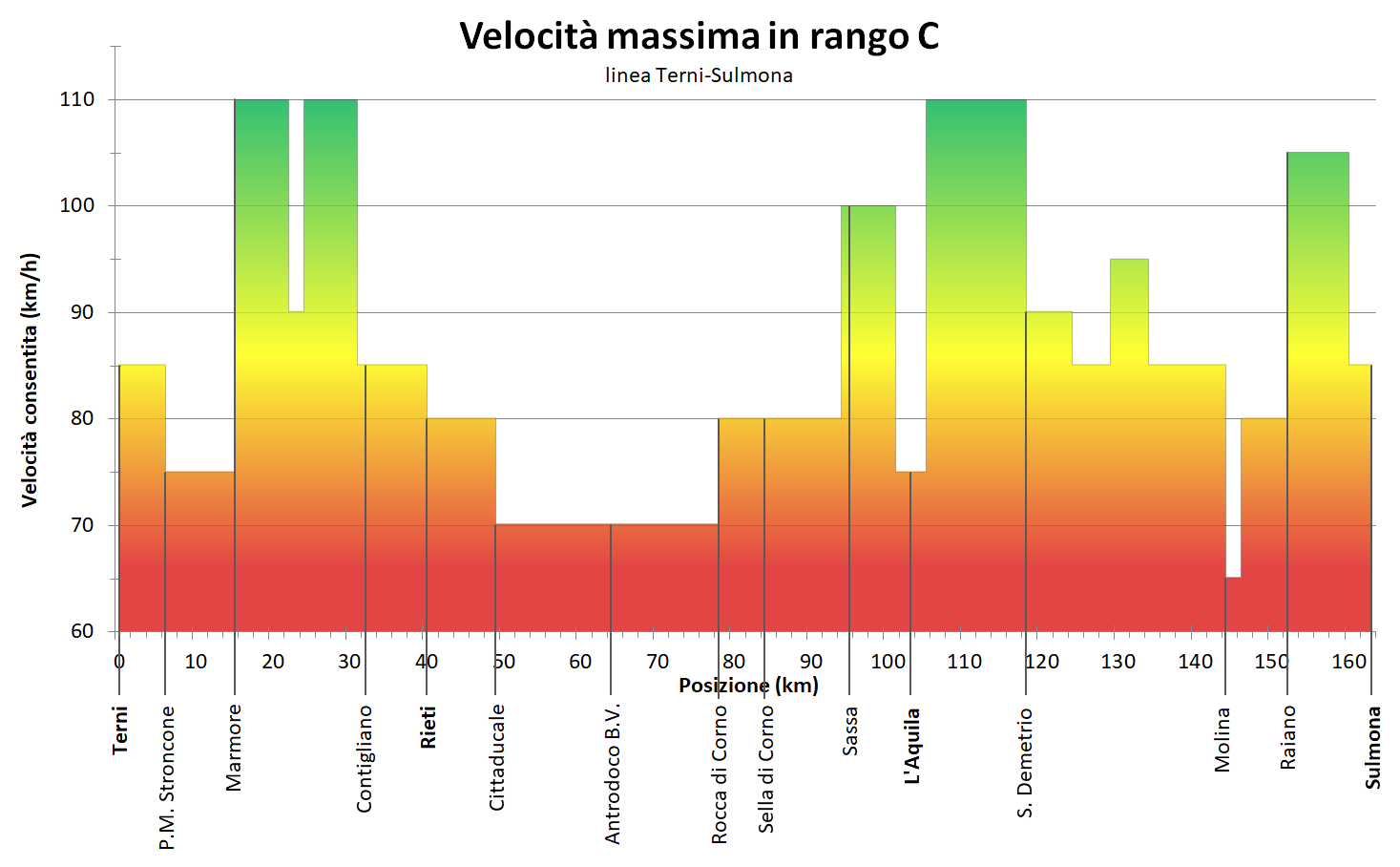
Velocità consentite dalla linea

Le velocità raggiungibili, conseguentemente, non sono elevate: la media ponderata dei limiti di velocità sull'intero percorso (rango C) è di 86,7 km/h. Il picco massimo (rango C) è di 110 km/h, che si raggiunge nella Piana Reatina, tra Marmore e Contigliano, nonché nella Conca Aquilana, tra L'Aquila e San Demetrio; quello minimo è di 70 km/h, che si raggiunge tra Cittaducale e Rocca di Corno, sul lato laziale del valico (ad eccezione di un breve tratto nei pressi di Molina con limite a 65 km/h).

### Stazioni
Lungo la linea, oltre alle due stazioni capo tronco di Terni e Sulmona, sono attive diciotto stazioni intermedie, quattordici fermate e un posto di movimento; oltre a queste, in passato erano attive ulteriori due stazioni e sette fermate.
Tutti gli scali intermedi sono impresenziati, e sono tutti classificati da RFI nella categoria "bronze", tranne le stazioni di Rieti e L'Aquila che rientrano nella categoria "silver". Nella maggior parte di essi l'unico servizio offerto ai viaggiatori è la sala d'attesa (aperta all'uso in tutte le stazioni ma non nelle fermate); benché originariamente presenti, sono stati chiusi o murati quasi ovunque i servizi igienici (disponibili solo a Rieti e L'Aquila) e la biglietteria a sportello (presente solo all'Aquila); il sottopasso pedonale è presente solo all'Aquila, mentre la biglietteria automatica self-service è presente solo a Rieti, L'Aquila e Raiano.

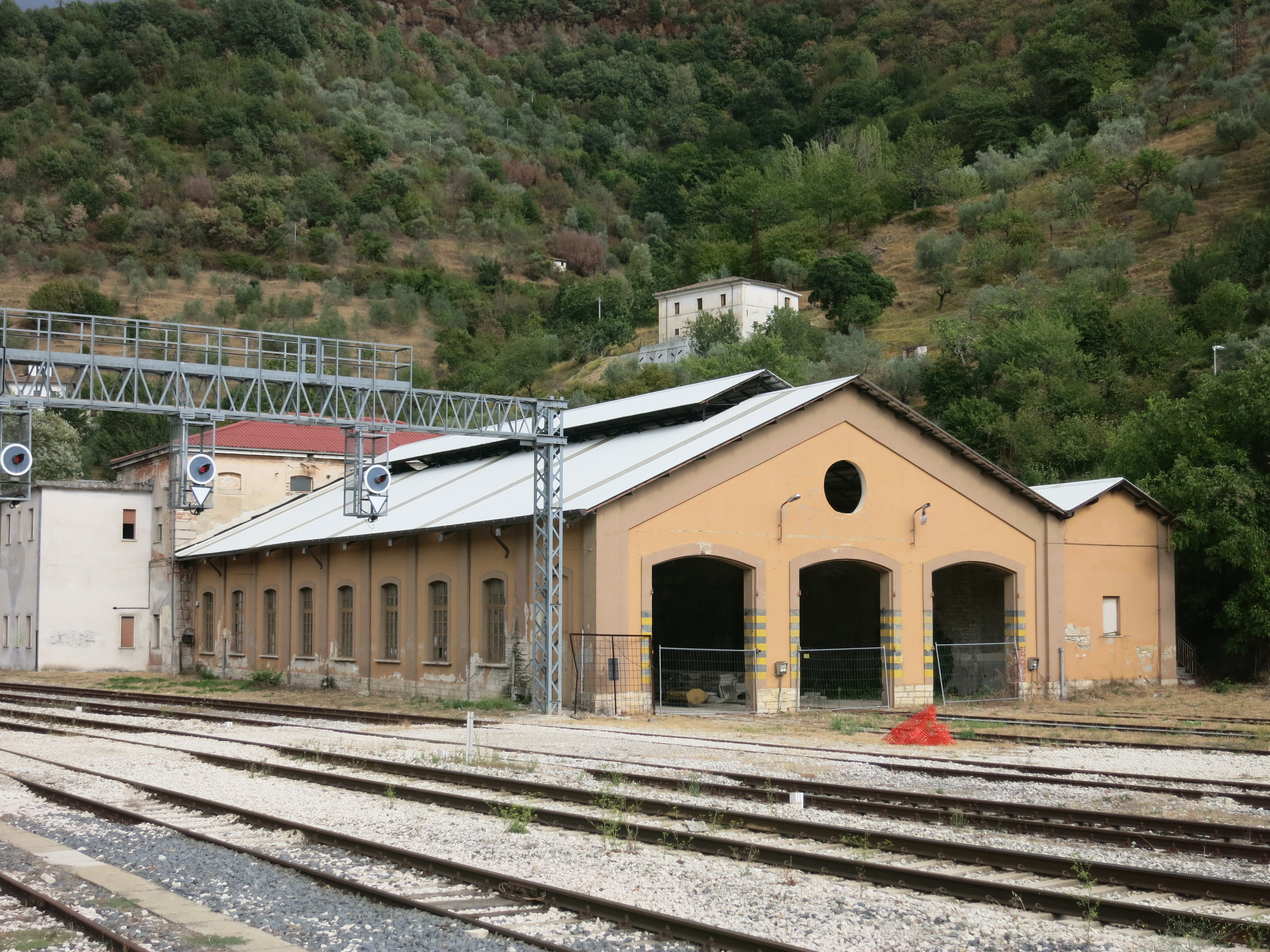
L'ex deposito locomotive di Antrodoco

I piazzali delle stazioni sono equipaggiati con binari d'incrocio la cui lunghezza (modulo) consente la circolazione ordinaria di treni lunghi fino a 135 metri. I deviatoi che collegano il binario di corsa con quelli secondari sono percorribili in itinerario deviato solo alla velocità di 30 km/h, e sono disposti secondo uno schema che non consente l'ingresso e la partenza contemporanea dei treni incrocianti (assenza del tronchino di sicurezza); inoltre i segnali di protezione sono posizionati ad una consistente distanza dalle relative stazioni. Tutto ciò comporta che l'esecuzione di un ciclo completo d'incrocio richiede tempi elevati, dell'ordine di 5 - 8 minuti.
Tutte le stazioni intermedie sono dotate di uno scalo merci, nella maggior parte dei casi limitato a un binario tronco e al magazzino, oggi in disuso e in alcuni casi parzialmente smantellato. Le stazioni di Antrodoco-Borgo Velino e L'Aquila, poste alle due basi del valico di Sella di Corno, sono le uniche dotate di strutture per il ricovero di rotabili; fino agli anni cinquanta, Antrodoco era sede di un vero e proprio deposito locomotive, l'unico interno alla linea. Entrambe dispongono di una piattaforma girevole e di una rimessa per locomotive, attualmente in stato di abbandono, che ai tempi della trazione a vapore venivano usate per ricoverare i locomotori addizionali necessari per poter affrontare la salita senza problemi di potenza.

### Opere d'arte
Le principali opere d'arte della linea sono collocate nel tratto di risalita delle Marmore (tra le stazioni di Stroncone e Marmore), nel valico di Sella di Corno (tra Antrodoco e Sassa), e nell'attraversamento delle gole di San Venanzio (tra Molina e Raiano).
Lungo il percorso della ferrovia sono presenti 30 gallerie, lunghe complessivamente 14 967,07 metri. Le quattro gallerie più lunghe, le uniche a superare il chilometro di estensione, sono:
- Corfinio (lunga 1335,22 m), situata nelle gole di San Venanzio;
- Sant'Angelo (1156,26 m) e Alveano (1079,60 m), lungo la risalita delle Marmore;
- San Venanzio (1018,25 m), nelle gole omonime.

Per superare le depressioni del terreno, la linea ricorre a 35 viadotti in muratura, per una lunghezza totale di 1 627,5 metri; i due più lunghi sono il viadotto nelle gole di San Venanzio che scavalca il fiume Aterno e la Via Tiburtina, lungo 130 metri e composto da 11 arcate, e il viadotto di Valenza, lungo 128 metri e composto da 16 arcate, che scavalca il Fosso Grande di Valenza lungo la risalita delle Marmore. Per superare corsi d'acqua sono presenti 48 ponti, di cui undici a travata metallica; il più lungo di questi ultimi misura 50 metri e attraversa il fiume Velino nei pressi di Castel Sant'Angelo.
Lungo la linea, inoltre, sono presenti 611 ponticelli (di cui 482 con luce fino a 2,5 metri e 129 con luce compresa tra 3 e 10 metri), e 9 531 metri lineari di muri di sostegno.
La geometria dei manufatti consente la circolazione solo ai rotabili che rispondono al tipo più stretto di sagoma, il "profilo limite di carico FS".

### Apparati tecnologici
Sulla linea è adottato il regime di circolazione a Blocco elettrico conta-assi (BCA), e per il controllo del suo rispetto da parte dei treni è attivo il sistema di sicurezza Sistema di supporto alla condotta (SSC).
Lungo il percorso sono presenti 89 passaggi a livello, di cui 62 automatici (PLA), 25 manuali (PL) e 2 privati (PLp).

### Sistema di esercizio
L'esercizio è a trazione diesel con treni composti da materiale ordinario o da automotrici.
Il controllo della circolazione dei treni fu a Dirigenza Unica (DU) sino alla fine degli anni ottanta. La linea in questo senso era divisa in due tratti:
- Terni-Antrodoco, per la quale la sede del DU era a Terni;
- Antrodoco-Sulmona, la sede del dirigente corrispondente si trovava all'Aquila.

Dagli anni ottanta è esercitata con Controllo Centralizzato del Traffico (CTC) da un Dirigente centrale operativo (DCO) i cui limiti di giurisdizione sono le stazioni porta di Sulmona e Terni. Il DCO aveva sede all'Aquila fino al settembre del 2017, data in cui è stato spostato a Pescara. Con l'installazione del CTC, tutte le stazioni (ad eccezione di Terni e Sulmona) sono state trasformate in posti periferici (PP) dotati di un apparato centrale elettrico a itinerari (ACEI) semplificato, impresenziate e telecomandate dal DCO. I PP dell'Aquila e Rieti possono fungere da stazione porta temporanea.
L'elenco dei Posti Periferici è il seguente: Raiano, Molina, Beffi, Fagnano-Campana, San Demetrio, Paganica, L'Aquila, Sassa-Tornimparte, Sella di Corno, Rocca di Corno, Rocca di Fondi, Antrodoco-Borgo Velino, Castel Sant'Angelo, Cittaducale, Rieti, Contigliano, Greccio, Marmore e P.M. Stroncone.

### Percorso
| Continuation backward |

|  | Unknown route-map component "ABZg+l" | Unknown route-map component "KINTeq" |

| Station on track |

| Unknown route-map component "CONTg@Gq" + Unknown route-map component "STRc2" | Unknown route-map component "ABZgr" + Unknown route-map component "STR3" |  |

| Unknown route-map component "CONTr+1" | Unknown route-map component "STR+c4" |  |

| Unknown route-map component "bWBRÜCKE1" |

| Unknown route-map component "exKINTaq" | Unknown route-map component "eABZgr" |  |

| Small non-passenger station on track |

| Non-passenger station/depot on track |

| Unknown route-map component "eHST" |

| Enter and exit tunnel |

| Enter and exit short tunnel |

| Enter and exit tunnel |

| Station on track |

| Unknown route-map component "bWBRÜCKE1" |

| Unknown route-map component "eBHF" |

| Unknown route-map component "STR+GRZq" |

| Stop on track |

| Unknown route-map component "bWBRÜCKE1" |

| Station on track |

| Unknown route-map component "eHST" |

| Station on track |

| Small bridge over water |

| Stop on track |

| Unknown route-map component "exLCONTgq" | Unknown route-map component "eLABZg+r" + Straight track |  |

| Unknown route-map component "bWBRÜCKE1" |

| Unknown route-map component "bWBRÜCKE1" |

|  | Unknown route-map component "eABZg+l" | Unknown route-map component "exKINTeq" |

| Station on track |

|  | Unknown route-map component "eABZgl" | Unknown route-map component "exKINTeq" |

| Unknown route-map component "eHST" |

| Unknown route-map component "exLCONTgq" | Unknown route-map component "eLABZgr" + Straight track |  |

| Station on track |

| Unknown route-map component "eHST" |

| Unknown route-map component "bWBRÜCKE1" |

| Stop on track |

| Unknown route-map component "bWBRÜCKE1" |

| Station on track |

| Stop on track |

| Enter and exit short tunnel |

| Unknown route-map component "bWBRÜCKE1" |

| Station on track |

| Unknown route-map component "bWBRÜCKE1" |

| Stop on track |

| Enter and exit short tunnel |

| Enter and exit tunnel |

| Unknown route-map component "SKRZ-G2BUE" |

|  | Unknown route-map component "eLABZgl" + Straight track | Unknown route-map component "exLCONTfq" |

| Unknown route-map component "bWBRÜCKE1" |

| Enter and exit tunnel |

| Unknown route-map component "BRK3" |

| Unknown route-map component "BRK3" |

| Enter and exit tunnel |

| Station on track |

| Unknown route-map component "BRK3" |

| Enter and exit tunnel |

| Station on track |

| Unknown route-map component "STR+GRZq" |

|  | Station on track | Unknown route-map component "lGIPr" |

| Unknown route-map component "eBHF" |

| Unknown route-map component "eHST" |

| Station on track |

| Stop on track |

| Unknown route-map component "bWBRÜCKE1" |

| Stop on track |

| Unknown route-map component "exKINTaq" | Unknown route-map component "eABZg+r" |  |

| Unknown route-map component "WASSER+l" | Small bridge over water | Unknown route-map component "WCONTgeq" |

| Unknown route-map component "RAoWq" | Unknown route-map component "SKRZ-Au" |  |

| Unknown route-map component "excCONTgq" | Unknown route-map component "exhLKRZWaeq" | Unknown route-map component "eLABZg+r" + Straight track |  | Unknown route-map component "c" |

| Unknown route-map component "c" | Water | Straight track | Unknown route-map component "exSTR+l" | Unknown route-map component "excCONTfq" |

| Water | Unknown route-map component "eKRWg+l" | Unknown route-map component "exKRWgr" |

| Water | Station on track | Unknown route-map component "exKBHFe" |

| Unknown route-map component "WASSERl" | Small bridge over water | Unknown route-map component "WASSER+r" |

| Unknown route-map component "WASSER+l" | Small bridge over water | Water straight and to right |

| Water | Stop on track |  |

| Water | Station on track |  |

| Water | Stop on track |  |

| Water | Unknown route-map component "eHST" |  |

| Water | Unknown route-map component "eHST" |  |

| Water | Station on track |  |

| Water | Unknown route-map component "eHST" |  |

| Water | Station on track |  |

| Unknown route-map component "WASSERl" | Small bridge over water | Unknown route-map component "WASSER+r" |

|  | Stop on track | Water |

|  | Small non-passenger station on track | Water |

| Unknown route-map component "WASSER+l" | Small bridge over water | Water straight and to right |

| Water | Station on track |  |

| Unknown route-map component "WASSERl" | Small bridge over water | Unknown route-map component "WASSER+r" |

| Unknown route-map component "WASSER+l" | Small bridge over water | Water straight and to right |

| Water | Stop on track |  |

| Water | Station on track |  |

| Unknown route-map component "WASSERl" | Small bridge over water | Unknown route-map component "WASSER+r" |

| Unknown route-map component "WASSER+l" | Small bridge over water | Water straight and to right |

| Water | Enter and exit tunnel |  |

| Unknown route-map component "WASSERl" | Unknown route-map component "hKRZWa" | Unknown route-map component "WCONTgeq" |

| Unknown route-map component "hSKRZ-G2e" |

| Enter and exit tunnel |

| Enter and exit tunnel |

| Station on track |

| Unknown route-map component "SKRZ-Au" |

| Stop on track |

| Unknown route-map component "bWBRÜCKE1" |

| Unknown route-map component "bSHI2lr" |

| 68+925 |
| 0+635  |

| Straight track | Unknown route-map component "HSTeBHF" |

| Unknown route-map component "d" | Unknown route-map component "ABZg+l" | Unknown route-map component "ABZql" | Unknown route-map component "dCONTfq" |

| 0+000  |
| 66+327 |

| Unknown route-map component "bWBRÜCKE1" |

| Station on track |

| Unknown route-map component "dCONTgq" | Unknown route-map component "ABZgr" | Unknown route-map component "+d" |

| Continuation forward |

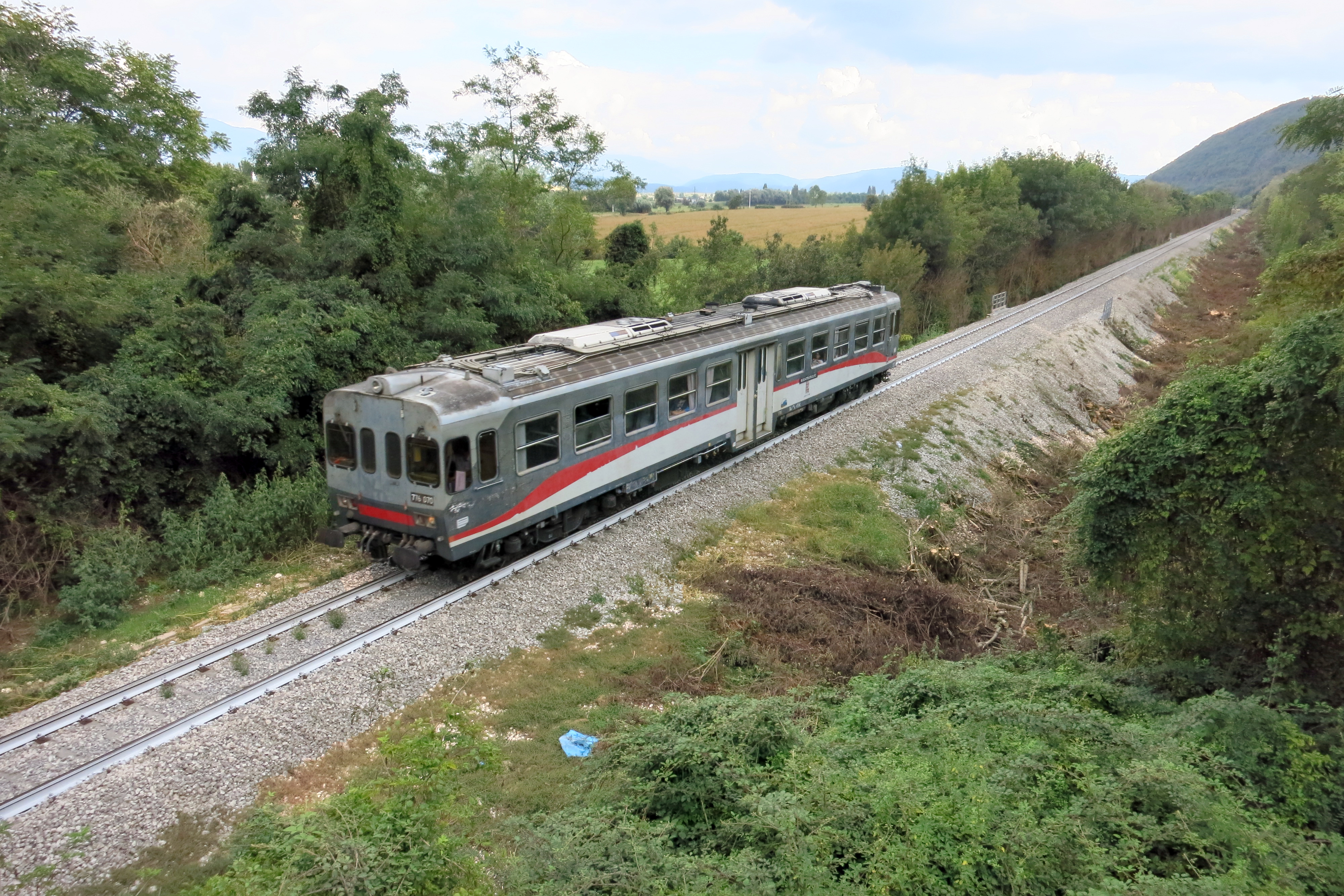
La ferrovia nel tratto pianeggiante e rettilineo della Piana Reatina

Il percorso della linea parte dalla stazione di Terni (128 m s.l.m.), da dove si dirige verso sud attraversando i quartieri Cardeto e San Martino-Dalmazia per poi raggiungere la zona di Cospea. Qui, dalla Conca ternana, la ferrovia inizia l'ascesa verso l'altopiano reatino, prendendo quota con un largo giro e raggiungendo la pendenza del 30 per mille. Dopo aver raggiunto Stroncone, la linea entra in sei gallerie consecutive, che complessivamente misurano 4,7 chilometri, fino a terminare l'ascesa con l'ingresso a Marmore (374 m s.l.m.), sul lato superiore dell'omonima cascata.
Da qui l'orografia si fa più favorevole e il tracciato prevalentemente rettilineo: la linea segue la valle del fiume Velino, superando prima il lago di Piediluco e poi il confine con il Lazio, finché la valle si allarga prendendo il nome di Piana Reatina. Seguendo il suo bordo sud-occidentale, ai piedi dei Monti Sabini, la ferrovia raggiunge Greccio, Contigliano e infine il capoluogo sabino Rieti (391 m s.l.m.). Superata la città, la valle del Velino torna momentaneamente a stringersi, ma dopo aver toccato Cittaducale si riallarga prendendo il nome di Piana di San Vittorino, dove la ferrovia serve le sorgenti del Peschiera e le terme di Cotilia.

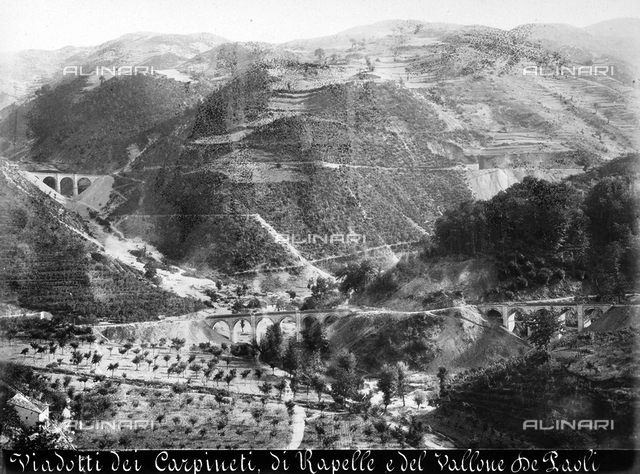
Il terzo tornante su cui la linea si avvolge per arrivare alla Sella di Corno. Tra i viadotti in primo piano e quello sullo sfondo si trova la stazione di Rocca di Fondi.

Al termine della pianura, la valle del Velino si fa più stretta e il tracciato della linea più tortuoso, finché ad Antrodoco (473 m s.l.m.) si raggiunge la base del valico appenninico. Il primo tratto è quello con il tracciato più audace e impegnativo: prima ancora di aver lasciato il paese, la ferrovia compie un largo tornante (scavato quasi interamente in galleria) con il quale abbandona il corso del Velino e guadagna la mezzacosta del Monte Giano. Da qui la linea imbocca le gole di Antrodoco, ma per guadagnare quota è costretta ad un secondo e poi ad un terzo tornante, anch'essi quasi per intero su viadotto o in galleria; al termine di questi ultimi, si incontra la stazione di Rocca di Fondi (685 m s.l.m.). Da qui l'ascesa si fa meno tortuosa, anche se il tracciato continua a fare ampio uso di gallerie e muraglioni, e a Rocca di Corno la linea entra in un vasto altopiano pianeggiante; Sella di Corno (989 m s.l.m.) è la prima stazione in Abruzzo nonché il culmine della linea.

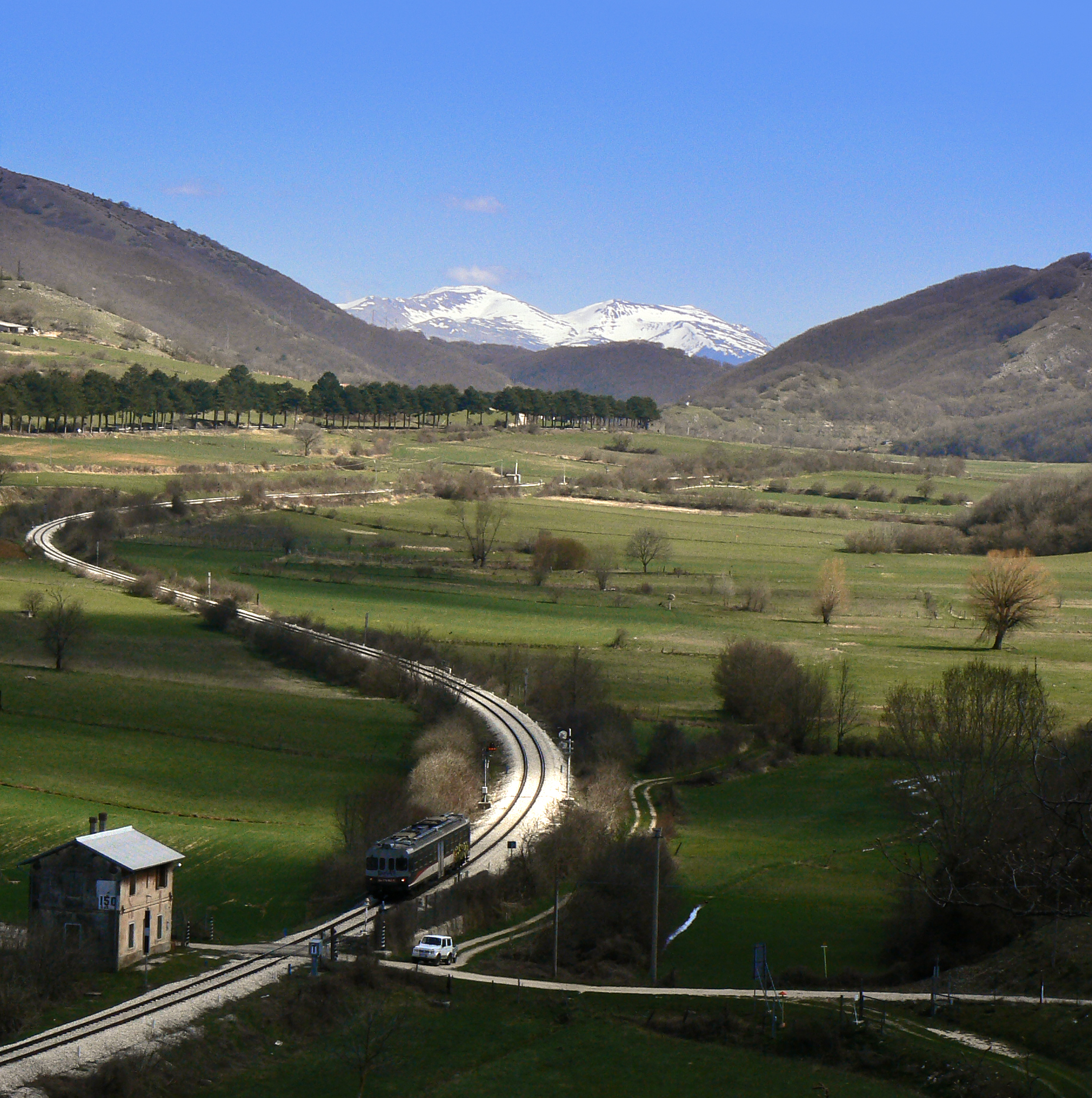
La linea nell'altopiano di Sella di Corno, dove si trova il confine Lazio-Abruzzo e il punto di valico

Da qui la linea prosegue in ripida discesa, ma senza particolari tortuosità, fino a tornare in piano presso la stazione di Sassa-Tornimparte (664 m s.l.m.). In totale, nella tratta di valico sono presenti 16 gallerie, lunghe complessivamente circa cinque chilometri, e si raggiunge la pendenza del 35 per mille, tra le più elevate della rete ferroviaria italiana a scartamento ordinario.
Dopo Sassa il tracciato della linea si fa rettilineo e attraversa la conca aquilana, raggiungendo la stazione dell'Aquila (posta a breve distanza dalla fontana delle 99 cannelle). Dopo il capoluogo abruzzese la ferrovia inizia la discesa verso il mare seguendo il corso del fiume Aterno, che lo porta ad attraversare la Valle Subequana. Dopo Molina Aterno la linea entra nelle strette Gole di San Venanzio, dove fa più volte ricorso a gallerie e viadotti, per uscirne a Raiano dove la ferrovia fa ingresso nella Valle Peligna e termina la sua corsa nella stazione di Sulmona (348 m s.l.m.).
Complessivamente la lunghezza della linea è di 163,6 km dei quali 20,7 in Umbria, 63,3 nel Lazio e 79,6 in Abruzzo.
Il suo percorso ricalca quello della strada statale 5 Tiburtina Valeria tra Sulmona e Molina Aterno, della statale 261 Subequana tra Molina e San Gregorio (AQ), della statale 17 dell'Appennino Abruzzese ed Appulo-Sannitico tra San Gregorio e Antrodoco, della statale 4 Salaria tra Antrodoco e Rieti e della recente superstrada SS 79 bis da lì a Terni.

## Traffico

### Passeggeri
Il servizio passeggeri sulla linea è diviso in due tronchi, separati dalla stazione dell'Aquila:
- Il tronco Terni-L'Aquila è esercito da Busitalia (ex Umbria Mobilità / FCU), in subappalto per Trenitalia, nell'ambito del contratto di servizio stipulato tra quest'ultima e la regione Lazio.[190] Il servizio è svolto per mezzo di automotrici diesel ALn 776 e consta di 18 coppie di treni al giorno, per un'offerta totale di 7700 posti a sedere giornalieri.[190] L'orario non è cadenzato: l'intervallo tra un treno e l'altro nella stessa direzione è irregolare e, al 2009, risultava compreso tra i 60 e i 100 minuti circa.[140] I treni in ritardo[191] sono l'8,2% del totale.[190] Tutti i servizi sono classificati come regionali (R) e svolgono la relazione Terni-L'Aquila, con alcuni rinforzi limitati a Rieti o ad Antrodoco Centro. Ad essi si aggiungono un piccolo numero di servizi che svolgono la relazione Rieti-Roma Tiburtina via Terni, effettuando tre sole fermate intermedie (Terni, Narni e Orte) e proseguendo sulla Direttissima; non esistendo una ferrovia diretta, tali collegamenti rappresentano l'unico collegamento su ferro tra Rieti e il capoluogo di regione. I servizi, se usati per spostarsi all'interno della regione Lazio, sono compresi nel sistema tariffario integrato Metrebus ma, a causa dello sconfinamento in Umbria, è necessario richiedere un'autorizzazione particolare a Trenitalia.[192] Il servizio è interrotto e rimpiazzato da autocorse sostitutive ogni anno nel periodo estivo, generalmente per un mese dalla fine di luglio alla fine di agosto.[75]
- Il tronco L'Aquila-Sulmona è esercito da Trenitalia, nell'ambito del contratto di servizio stipulato tra quest'ultima e la regione Abruzzo.[193] Il servizio è svolto per mezzo di autotreni diesel Swing[118][119] e, solo occasionalmente, con automotrici ALn 668 serie 3300; consta di 12 coppie di treni al giorno,[194] tutti classificati come regionali, con orario non cadenzato.

Erano presenti in passato, ma sono oggi scomparse, le relazioni ferroviarie dirette L'Aquila-Roma Termini ("Freccia del Gran Sasso", dal 1959 fino al 1987), Terni-Pescara (fino al 2000), L'Aquila-Perugia Sant'Anna via Todi (dal 2008 fino a pochi anni fa) e Sulmona-Orte.

### Merci

Il raccordo ferroviario di Rieti. Sullo sfondo, lo Zuccherificio.

La costruzione della ferrovia ha avuto un ruolo importante nello sviluppo industriale dei territori attraversati. Il traffico merci era fiorente e numerose fabbriche utilizzavano la ferrovia per il trasporto dei beni. Alla linea erano allacciati in più punti dei raccordi a servizio di industrie locali:
- Terni Cospea, a servizio della ex Polymer, tuttora attivo
- Rieti, a servizio della ex zona industriale di viale Maraini, smantellato negli anni Novanta. Fu costruito nel 1902[196] a servizio dello Zuccherificio, e nel giugno 1926[196] fu prolungato per servire anche la SuperTessile (stabilimento della SNIA Viscosa). Grazie alla ferrovia, lo zuccherificio reatino poté ampliare l'area di coltivazione delle barbabietole a tutto il territorio attraversato dalla linea, aumentando la sua produzione e migliorando la resa dei terreni (grazie alla rotazione quinquennale che fu possibile introdurre).[197]
- Rieti - Santa Rufina, a servizio della Bosi legnami, costruito negli anni Sessanta e in seguito smantellato[198]
- Cittaducale
- L'Aquila, a servizio della Siemens (ex Italtel)
- Paganica
- Pratola Peligna (km 72+158[199]), a servizio del deposito munizioni del Ministero della difesa (ex dinamitificio Montecatini-Nobel), soppresso nel 2017[200]

Il declino del traffico merci iniziò negli anni Settanta, con la chiusura di alcune delle industrie "pesanti" che storicamente avevano beneficiato del collegamento, come lo Zuccherificio di Rieti, la SNIA Viscosa e la Bosi; il servizio pertanto fu ridotto a due soli treni al giorno sulla tratta Terni-L'Aquila. Nello stesso periodo cessò la trazione a vapore e i servizi merci furono affidati alle D 343. Alla nascita del nuovo nucleo industriale di Rieti non furono presi accordi per il trasporto su ferro delle merci e la maggior parte dei nuovi insediamenti si servì di autotrasportatori. A metà degli anni Ottanta il traffico merci "pesante" sopravviveva quasi solo da e per Rieti; comunque, ancora nel 1992, solo in questa stazione transitavano ogni anno 6,5 milioni di tonnellate per chilometro e il servizio era svolto da due coppie bisettimanali tra Terni e L'Aquila.
Gli ultimi servizi merci, tra Terni e Rieti, sono avvenuti nel 2001. Da allora il traffico merci è assente dalla linea, se non nel breve tratto da Terni Cospea a Terni, che viene ancora utilizzato dalla ex Polymer per il trasporto di lamiere e carri cisterna.